# Поколения домашних игровых систем

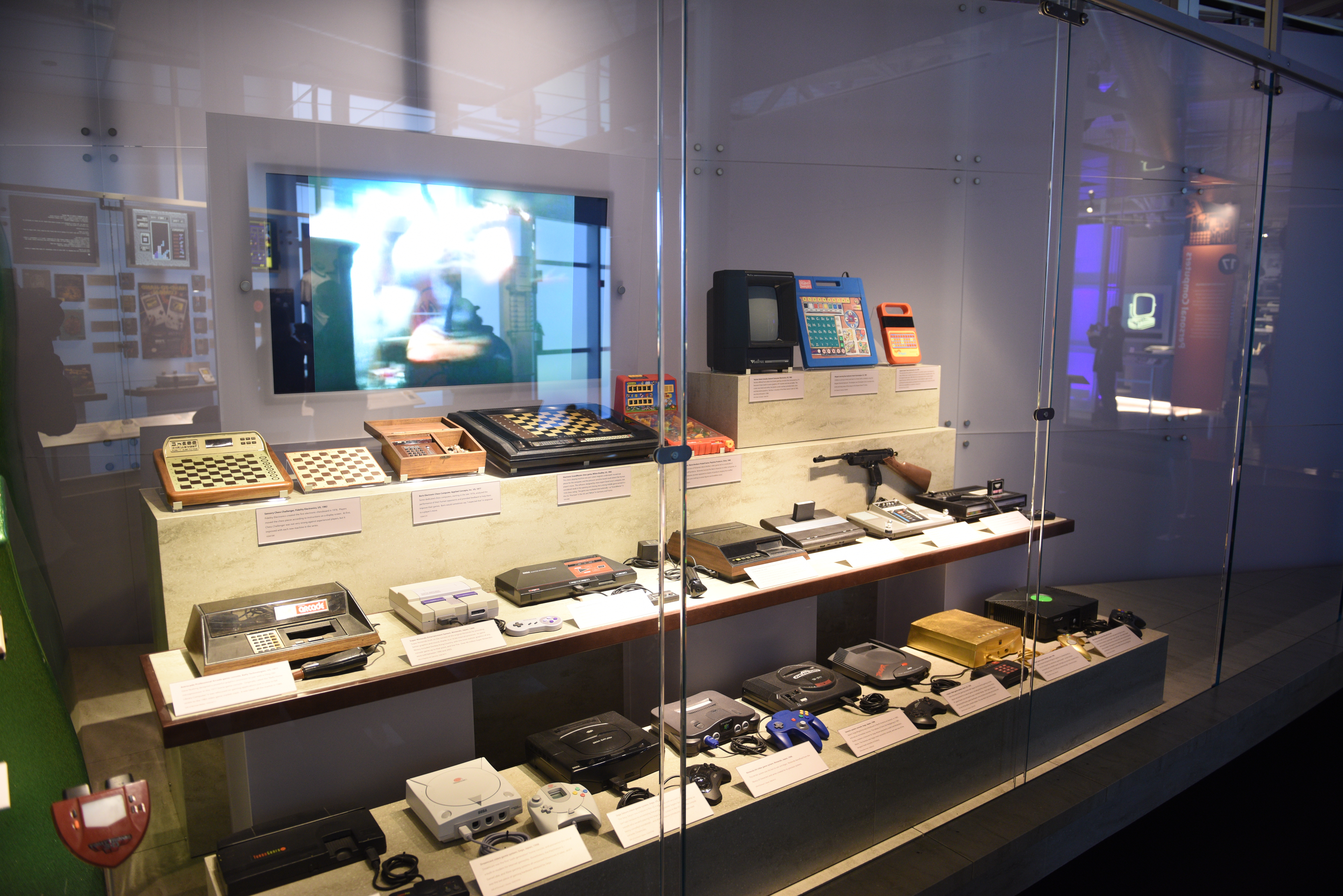

Поколения домашних игровых систем — поколения в индустрии видеоигр. Рынок домашних игровых систем делится на поколения. В поколение объединяются системы, конкурирующие между собой на одном рынке. С момента появления в 1972 году первых домашних консолей определено девять поколений.
Не все домашние консоли относятся к этим поколениям; только те, которые считаются значимыми, классифицируются по поколениям, а такие системы, как микроконсоли, часто не включаются в них.

## Предыстория и происхождение
Как и большая часть бытовой электроники, домашние игровые приставки разрабатываются на основе улучшения функций, предлагаемых более ранним продуктом, за счет достижений новых технологий. Для игровых консолей эти улучшения обычно происходят каждые пять лет в соответствии с законом Мура, согласно которому приблизительный совокупный показатель вычислительной мощности удваивается каждые 18 месяцев или увеличивается в десять раз через пять лет.
Этот циклический рынок привел к повсеместному внедрению модели бритвенных лезвий при продаже консолей с минимальной прибылью при получении дохода от продажи игр, созданных для этой консоли, а затем переходе пользователей на следующую модель консоли на пятом году, когда консоль-преемник выходит на рынок. Этот подход включает запланированное устаревание продуктов, чтобы продолжать побуждать потребителей к покупке более новых моделей.
Из-за динамики отрасли многие производители консолей выпускают свои новые консоли примерно в один и тот же период времени, при этом их консоли обычно предлагают такую же вычислительную мощность и возможности, что и их конкуренты. Этот систематический рынок создал природу поколений консолей, классифицируя основные консоли по этим сегментированным периодам времени, которые представляют консоли со схожими возможностями и которые делят одно и то же конкурентное пространство. Как и консоли, эти поколения обычно начинаются через пять лет после предыдущего, хотя могут иметь длинные хвосты, поскольку популярные консоли остаются жизнеспособными намного дольше пяти лет.
Использование ярлыка поколения произошло в начале XXI века, когда консольные технологии начали развиваться, а терминология применялась задним числом к более ранним продуктам. Однако с тех пор в отраслевой или академической литературе не было последовательно разработано точного определения и разграничения поколений консолей. Некоторые схемы были основаны на прямых рыночных данных (в том числе основополагающая работа, опубликованная в журнале IEEE в 2002 г.), в то время как другие основаны на технологических сдвигах.

Википедия известна тем, что создала свою собственную версию определений поколения консолей, которая отличается от других академических источников. Определения из Википедии были приняты другими источниками, но без какого-либо реального обоснования. Несоответствия между тем, как консоли группируются в поколения, и тем, как эти поколения называются, вызвали путаницу при попытке сравнить изменения на рынке видеоигр по сравнению с другими потребительскими рынками. Кемерер и др. (2017) проводят сравнительный анализ этих разных поколений систем, выпущенных до 2010 года, как показано ниже.

### График генерации консолей
В целях организации поколения, описанные здесь и на последующих страницах, поддерживают разбивку Википедии по поколениям, обычно разбивая консоли по технологическим особенностям, когда это возможно, и с другими консолями, выпущенными в тот же период, включенными в то же поколение, начиная с Odyssey и Pong-style. Домашние консоли в стиле первого поколения — подход, который в целом был принят и расширен журналистикой видеоигр. При таком подходе поколение «начинается» с выпуска первой консоли, которая, как считается, имеет эти функции, и считается, что заканчивается с известным последним прекращением выпуска консоли в этом поколении. Как показано на рисунке, это может создать годы с перекрытием между несколькими поколениями.
В этом подходе используются концепции «битов» или размера отдельного слова, обрабатываемого процессорами на консоли, для более ранних поколений консолей. Более длинные слова обычно приводили к улучшению концепции игрового процесса, графики и звуковых возможностей, чем более короткие. Использование битов для продажи консолей потребителям началось с TurboGrafx 16, консоли, в которой использовался 8-битный центральный процессор, аналогичный Nintendo Entertainment System (NES), но включающий 16-битный графический процессор. NEC представила консоль как «16-битную» систему вместо «8-битной» NES, чтобы сделать ее превосходной системой. Другие рекламодатели последовали их примеру, создав период, известный как «битовые войны», который длился до пятого поколения, когда производители консолей пытались превзойти друг друга в продажах просто по количеству битов своей системы. Если не считать некоторых рекламных слоганов «128 Bit» в начале шестого поколения, маркетинг битов в основном прекратился после пятого поколения. Хотя битовая терминология больше не использовалась в новых поколениях, использование битового счета помогло установить идею поколений консолей, а более ранние поколения получили альтернативные имена, основанные на преобладающем битовом счете основных систем той эпохи.
Более поздние поколения консолей основаны на группах дат выпуска, а не на общем оборудовании, поскольку базовые конфигурации оборудования между консолями сильно различаются, как правило, в соответствии с тенденциями в определении поколений, данными видеоиграми и основной журналистикой. Портативные консоли и другие игровые системы и инновации часто группируются по годам выпуска, связанным с поколениями домашних консолей; например рост цифровой дистрибуции связан с седьмым поколением.

## Обзор поколений консолей
В следующей таблице представлен обзор основных технических характеристик оборудования консолей каждого основного поколения по центральному процессору (ЦП), графическому процессору (ГП), памяти, игровым носителям и другим функциям.
| Поколение                      | Период                 | Основные представители                                                         | CPU                                   | GPU, МГц    | Память ОЗУ | Носитель                                          | Другие общие черты                                                                                 |
| ------------------------------ | ---------------------- | ------------------------------------------------------------------------------ | ------------------------------------- | ----------- | ---------- | ------------------------------------------------- | -------------------------------------------------------------------------------------------------- |
| Первое                         | 1972-1980              | - Magnavox Odyssey - Atari Pong - Coleco Telstar                               | н/д                                   | н/д         | н/д        | —                                                 | |
| Второе                         | 1976-1992              | - Fairchild Channel F - Atari 2600 - Mattel Intellivision - ColecoVision       | 8-битный, частота 1—2 МГц             | н/д         | 2—16 КБ    | картриджи                                         | |
| Третье («Поколение 8-бит»)     | 1983-2003              | - Nintendo Entertainment System - Sega Master System - Atari 7800              | 8-битный, частота 2—4 МГц             | н/д         | 3—24 КБ    | картриджи                                         | |
| Четвёртое («Поколение 16-бит») | 1987-2004              | - TurboGrafx-16 - Sega Genesis - Neo Geo - Super Nintendo Entertainment System | 8- или 16-битный, частота 4—12 МГц    | н/д         | 8—128 КБ   | картриджи                                         | CD-ROM-дополнения                                                                                  |
| Пятое («Поколение 32-бит»)     | 1993-2006              | - Sega Saturn - Sony PlayStation - Nintendo 64                                 | 32- или 64-битный, частота 12—100 МГц | н/д         | 2—4,5 МБ   | картриджи, оптические диски                       | |
| Шестое                         | 1998-2013              | - Sega Dreamcast - Sony PlayStation 2 - Nintendo GameCube - Microsoft Xbox     | 32-битный, частота 200—733 МГц        | 100 — 233   | 16—64 МБ   | оптические диски                                  | Возможность подключения к интернету Совместимость с обычным оборудованием персонального компьютера |
| Седьмое                        | 2005-2017              | - Microsoft Xbox 360 - Sony PlayStation 3 - Nintendo Wii                       | 32-битный, частота 729 МГц—3,3 ГГц    | 243 — 550   | 88—512 МБ  | оптические диски, цифровая дистрибуция            | Онлайн-сервисы, управление движением                                                               |
| Восьмое                        | 2012 — настоящее время | - Nintendo Wii U - Sony PlayStation 4 - Microsoft Xbox One - Nintendo Switch   | 32- или 64-битный, частота 1—2,3 ГГц  | 300 — 1172  | 2—12 ГБ    | картриджи, оптические диски, цифровая дистрибуция | Разрешения высокой чёткости                                                                        |
| Девятое                        | 2020 — настоящее время | - Microsoft Xbox Series X/S - Sony PlayStation 5                               | 64-битный, частота 3,4—3,8 ГГц        | 1565 — 2233 | 10—16 ГБ   | оптические диски, цифровая дистрибуция            | 4K-разрешение, кэширование внутренней памяти твердотельного накопителя                             |

## История
Развитие игровых консолей в первую очередь следует истории видеоигр на рынках Северной Америки и Японии. Немногие другие рынки видели какое-либо значительное развитие консолей сами по себе. Например, в Европе, где персональные компьютеры, как правило, отдавали предпочтение наряду с импортом игровых консолей. Клоны игровых консолей на менее развитых рынках, таких как Китай и Россия, здесь не рассматриваются.

### Первое поколение (1972—1980)

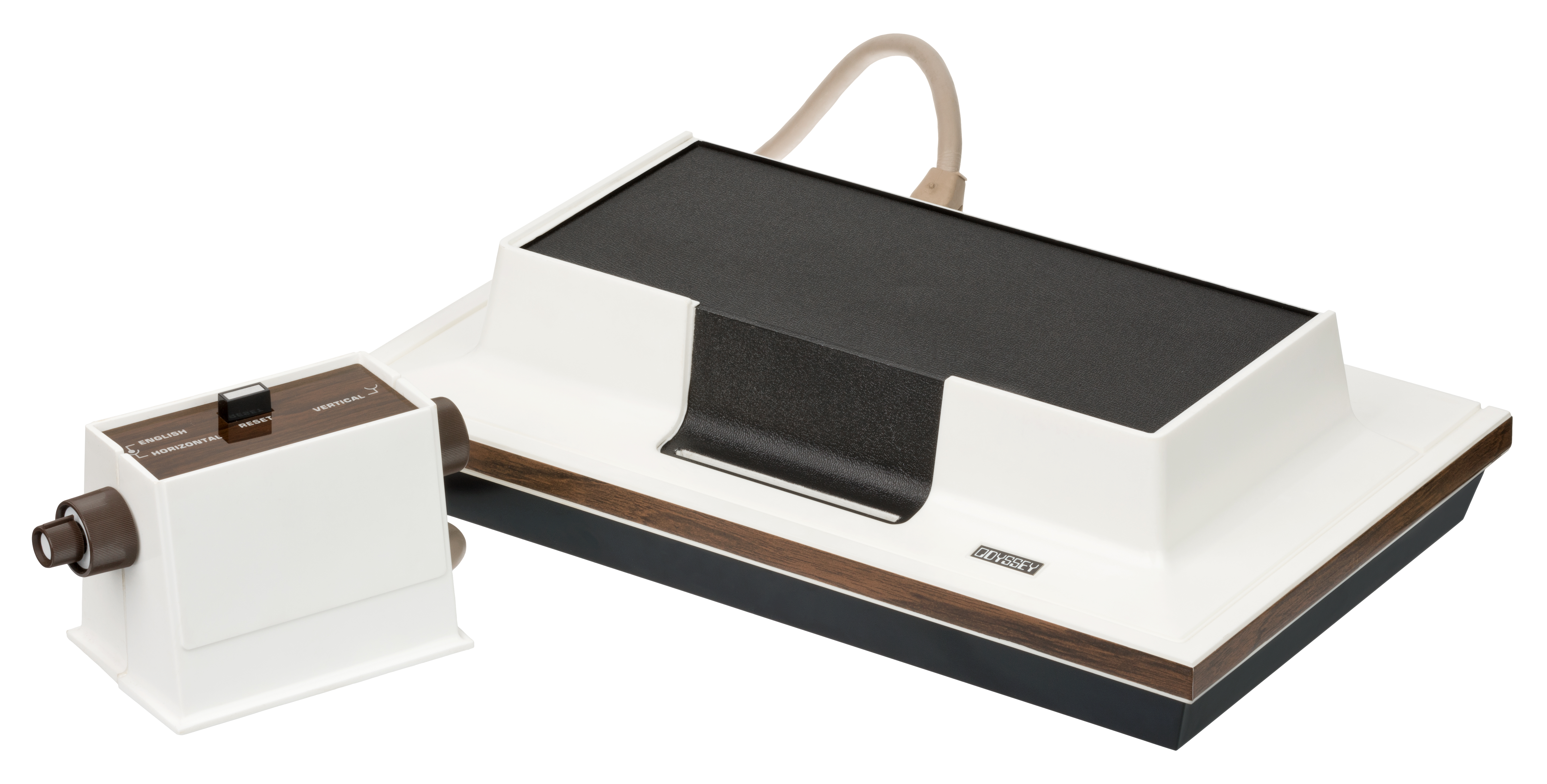
Magnavox Odyssey — первая игровая приставка, выпущенная в 1972 году.

Домашние консоли первого поколения, как правило, ограничивались специализированными консолями с одной или двумя играми, предварительно встроенными в аппаратное обеспечение консоли, с ограниченными средствами для изменения факторов игрового процесса. В случае с Odyssey, хотя она поставлялась с «игровыми картами», на них не было запрограммированных игр, а вместо этого они действовали как перемычки для изменения существующей схемы и не расширяли возможности консоли. В отличие от большинства других будущих поколений консолей, консоли первого поколения обычно выпускались ограниченным тиражом, а не как постоянная линейка продуктов.
Первой домашней консолью была Magnavox Odyssey в сентябре 1972 года, основанная на дизайне Бэра «Коричневая коробка». Первоначально построенная на твердотельных схемах, Magnavox перешла на недорогие интегральные схемы и разработала новую линейку консолей серии Odyssey с 1975 по 1977 год. В то же время Atari успешно запустила Pong как аркадную игру в 1972 году и начала работу над созданием версии для домашней консоли в конце 1974 года, которую они в конечном итоге объединили с Sears для создания новой домашней консоли Pong к рождественскому сезону 1975 года. Pong предлагал несколько технологических преимуществ по сравнению с Odyssey, включая внутренний звуковой чип и возможность отслеживать счёт. Баер, который боролся с руководством Magnavox в вопросе о том, как продавать консоль, рассказал своему коллеге Арнольду Гринбергу из Coleco о новом недорогом чипе, идеально подходящем для домашних консолей, что привело Coleco к разработке первой консоли Telstar в 1976 году:53–59. С 1976 годом, когда Magnavox, Atari и Coleco соперничали на рынке консолей, а также с дальнейшим снижением стоимости микросхем обработки ключей от General Instruments, к 1977 году на рынок консолей вышли многочисленные сторонние производители, большинство из которых просто клонировали Pong или другие игры низкого качества:147. Это привело к насыщению рынка к 1977 году, когда на рынке появилось несколько сотен консолей, и первому рыночному краху в отрасли. :81–89 Atari и Coleco пытались сделать специальные консоли с совершенно новыми играми, чтобы оставаться конкурентоспособными, включая серию Atari Video Pinball и Telstar Arcade от Coleco, но к этому моменту уже были сделаны первые шаги по переходу рынка на консоли второго поколения, в результате чего эти устройства устарели перед выпуском:53–59.
Японский рынок игровых консолей в этот момент пошёл по тому же пути. К 1971 году Nintendo уже была деловым партнером Magnavox и помогала разрабатывать первые световые пистолеты для консоли. Специализированные домашние игровые приставки в Японии появились в 1975 году вместе с телевизором Epoch Co. TV Tennis Electrotennis, который также был создан в сотрудничестве с Magnavox. Как и в Соединенных Штатах, начали появляться многочисленные клоны этих специализированных консолей, большинство из которых были сделаны крупными производителями телевизоров, такими как Toshiba и Sharp, и эти игры назывались TV geemu или terebi geemu (телевизионная игра) как обозначение для «видеоигр» в Японии. Nintendo стала крупным игроком, когда Mitsubishi, потерявшая своего производителя Systek из-за банкротства, обратилась к компании за помощью в продолжении создания своей линейки цветных телевизионных игр, которая в период с 1977 по 1980 год продала около 1,5 миллиона единиц в пяти различных единицах.
| Консоль<1>                                                                                                | Представлена | Представлена     | Представлена | Снята с производства | Продано копий |
| Консоль<1>                                                                                                | Япония       | Северная Америка | Европа       | Снята с производства | Продано копий |
| --- | ------------ | ---------------- | ------------ | -------------------- | ------------- |
| Magnavox Odyssey                                                                                          | н/д          | 1972             | н/д          | н/д                  | references    |
| Pong (приставка)                                                                                          | н/д          | 1975             | н/д          | н/д                  | references    |
| TV Tennis Electrotennis                                                                                   | 1975         | н/д              | н/д          | н/д                  | 10,000        |
| Coleco Telstar                                                                                            | н/д          | 1976             | н/д          | н/д                  | 1,000,000     |
| Color TV-Game                                                                                             | 1977         | н/д              | н/д          | 1980                 | 1,500,000<2>  |
| 1 — В списке только хорошо задокументированные консоли этого поколения. 2 — Общие продажи четырех моделей |              |                  |              |                      |               |

### Второе поколение (1976—1992)

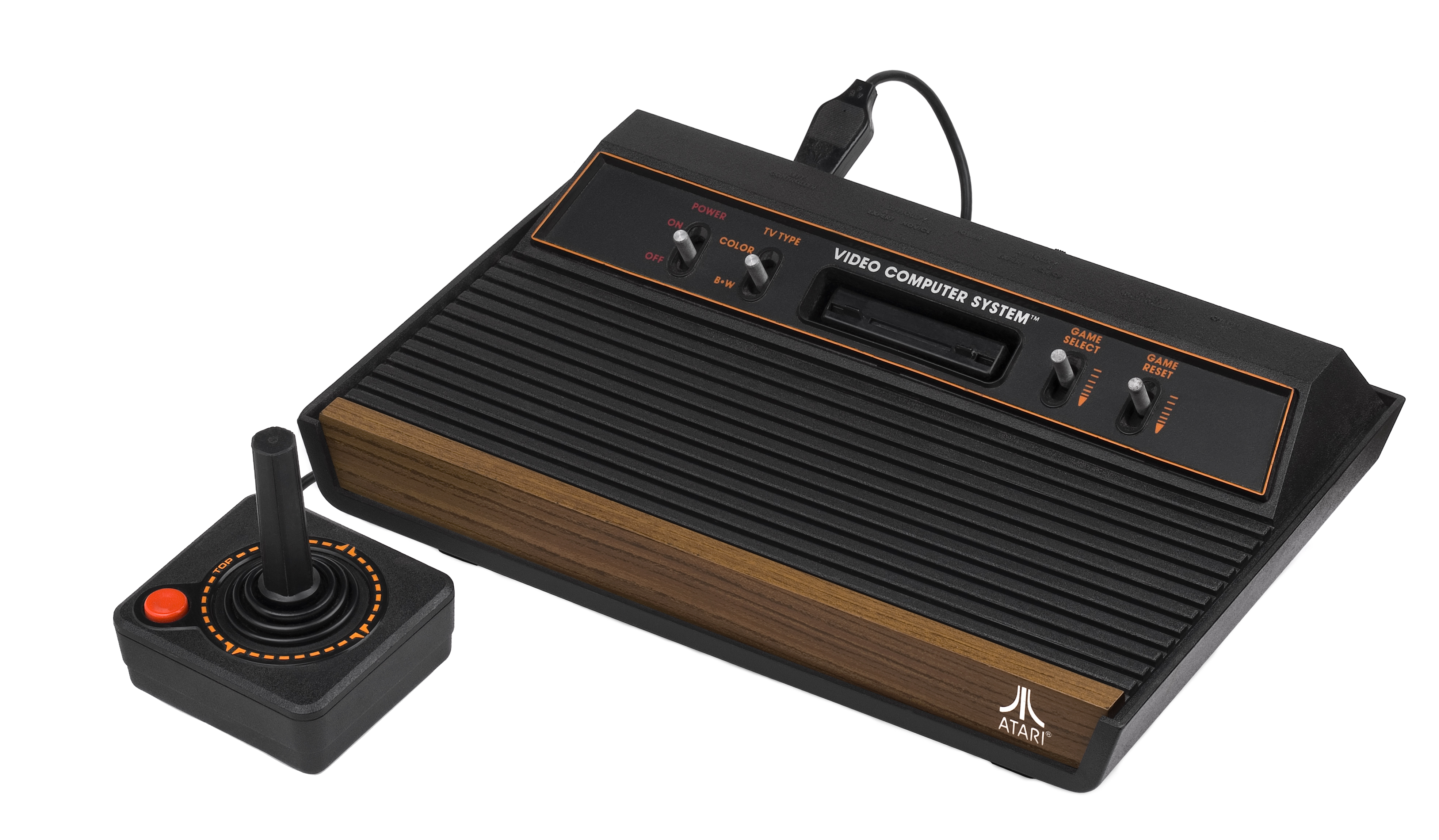
Atari 2600 стала самой популярной игровой консолью второго поколения.

Второе поколение домашних консолей отличалось введением игрового картриджа, где код игры хранится в постоянной памяти (ПЗУ) внутри картриджа. Когда картридж вставляется в консоль, электрические соединения позволяют процессорам основной консоли считывать код игры из ПЗУ. В то время как картриджи ROM ранее использовались в других компьютерных приложениях, игровой картридж ROM был впервые реализован в Fairchild Video Entertainment System (VES) в ноябре 1976 года. Другие консоли в этом поколении так же использовали системы на основе картриджей, включая Atari 2600 (известную как Atari Video Computer System (VCS) на запуске), Magnavox Odyssey 2, Intellivision Mattel Electronics и ColecoVision. Помимо консолей, более новая процессорная технология позволила играм поддерживать до 8 цветов и до 3-канальных звуковых эффектов.
С появлением консолей на картриджах возникла необходимость разработать для них широкий спектр игр. Atari была одним из первых разработчиков Atari 2600. Atari продавала консоль в нескольких регионах, включая Японию, и сохраняла контроль над всеми аспектами разработки игр. Разработка игр совпала с золотым веком аркадных видеоигр, который начался в 1978—1979 годах с выпуском Space Invaders и Asteroids, и домашние версии этих аркадных игр были идеальными целями. Версия Space Invaders для Atari 2600, выпущенная в 1980 году, считалась убийственным приложением для домашних игровых консолей, помогая увеличить продажи консоли в четыре раза в том же году. Точно так же Coleco опередила Atari в ключевом лицензионном соглашении с Nintendo, чтобы представить Donkey Kong в качестве дополнения к Colecovision, что помогло увеличить продажи.

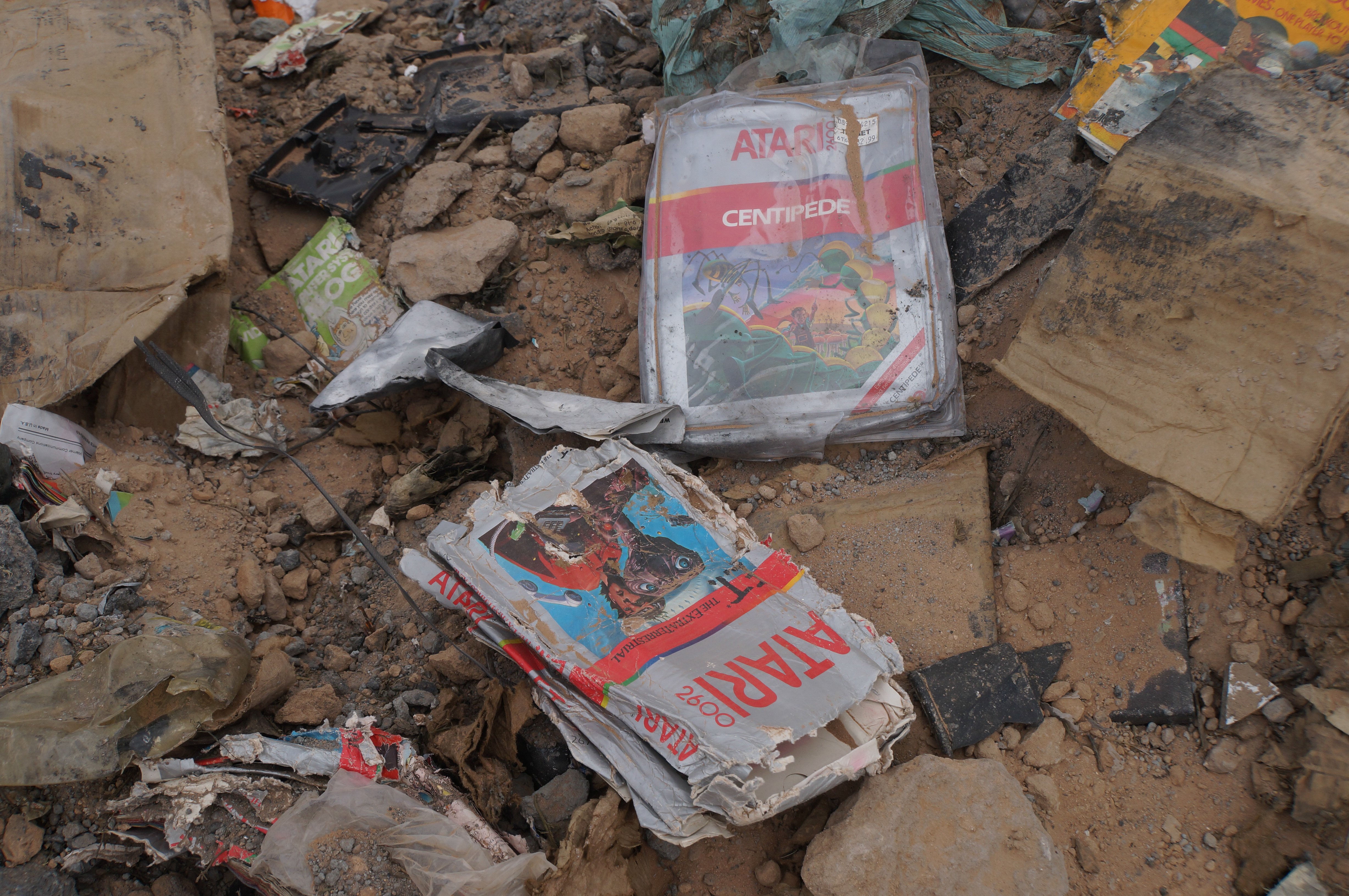
Выкопанные копии ET и Centipede для Atari 2600 из захоронения видеоигр Atari в Нью-Мексико, сфотографированные в 2014 году. Захоронение Atari для утилизации непроданных акций было создано в сентябре 1983 года и считается культовым элементом краха видеоигры 1983 года.

В то же время Atari была приобретена Warner Communications, и внутренняя политика привела к уходу четырех ключевых программистов Дэвида Крейна, Ларри Каплана, Алана Миллера и Боба Уайтхеда, которые ушли и сформировали Activision. Activision приступила к разработке собственных игр для Atari 2600, а также игр для других систем. Atari попыталась подать в суд, чтобы остановить эту практику, но в итоге урегулировала дело во внесудебном порядке: Activision согласилась выплатить гонорары, но в остальном смогла продолжить разработку игр, что сделало Activision первым сторонним разработчиком игр. Activision быстро добилась успеха с такими играми, как Pitfall!, и смогла получить 50 миллионов долларов дохода из примерно 1 миллиона стартовых фондов в течение 18 месяцев. Многие другие компании увидели успех Activision и занялись разработкой игр, чтобы попытаться быстро заработать на быстро растущем рынке видеоигр в Северной Америке. Это привело к потере издательского контроля и ослаблению игрового рынка к началу 1980-х годов. Кроме того, следуя успеху Space Invaders, Atari и другие компании по-прежнему стремились к возможностям лицензионных видеоигр. Atari делала ставку на коммерческие продажи ET the Extra-Terrestrial в 1982 году, но она была спешно выпущена на рынок и была плохо принята, а продажи Atari не соответствовали оценкам. Наряду с конкуренцией со стороны недорогих домашних компьютеров рынок домашних консолей в Северной Америке рухнул в 1983 году.
По большей части крах 1983 года ознаменовал конец этого поколения, поскольку выпуск Nintendo Famicom в том же году положил начало третьему поколению. Когда Nintendo привезла Famicom в Северную Америку под названием «Nintendo Entertainment System», это помогло оживить индустрию, и Atari, теперь принадлежащая Джеку Трэмиэлю, увеличила продажи ранее успешной Atari 2600 под новым брендом, чтобы сохранить компанию на плаву еще много лет, в то время как он переориентировал компанию на рынок персональных компьютеров. Atari 2600 производилась до 1992 года, что ознаменовало конец второго поколения.
| Console             | Представлена | Представлена     | Представлена | Снята с производства | Продано копий |
| Console             | Япония       | Северная Америка | Европа       | Снята с производства | Продано копий |
| ------------------- | ------------ | ---------------- | ------------ | -------------------- | ------------- |
| Fairchild Channel F | 1977         | 1976             | н/д          | 1983                 | 250,000       |
| Atari 2600          | 1983         | 1977             | 1978         | 1992                 | 30,000,000    |
| Magnavox Odyssey²   | 1982         | 1979             | 1978         | 1984                 | 2,000,000     |
| Intellivision       | 1982         | 1980             | 1982         | 1990                 | 3,000,000     |
| ColecoVision        | н/д          | 1982             | 1983         | 1985                 | 2,000,000     |
| Atari 5200          | н/д          | 1982             | н/д          | 1984                 | 1,400,000     |

### Третье поколение (1983—2003 гг.)

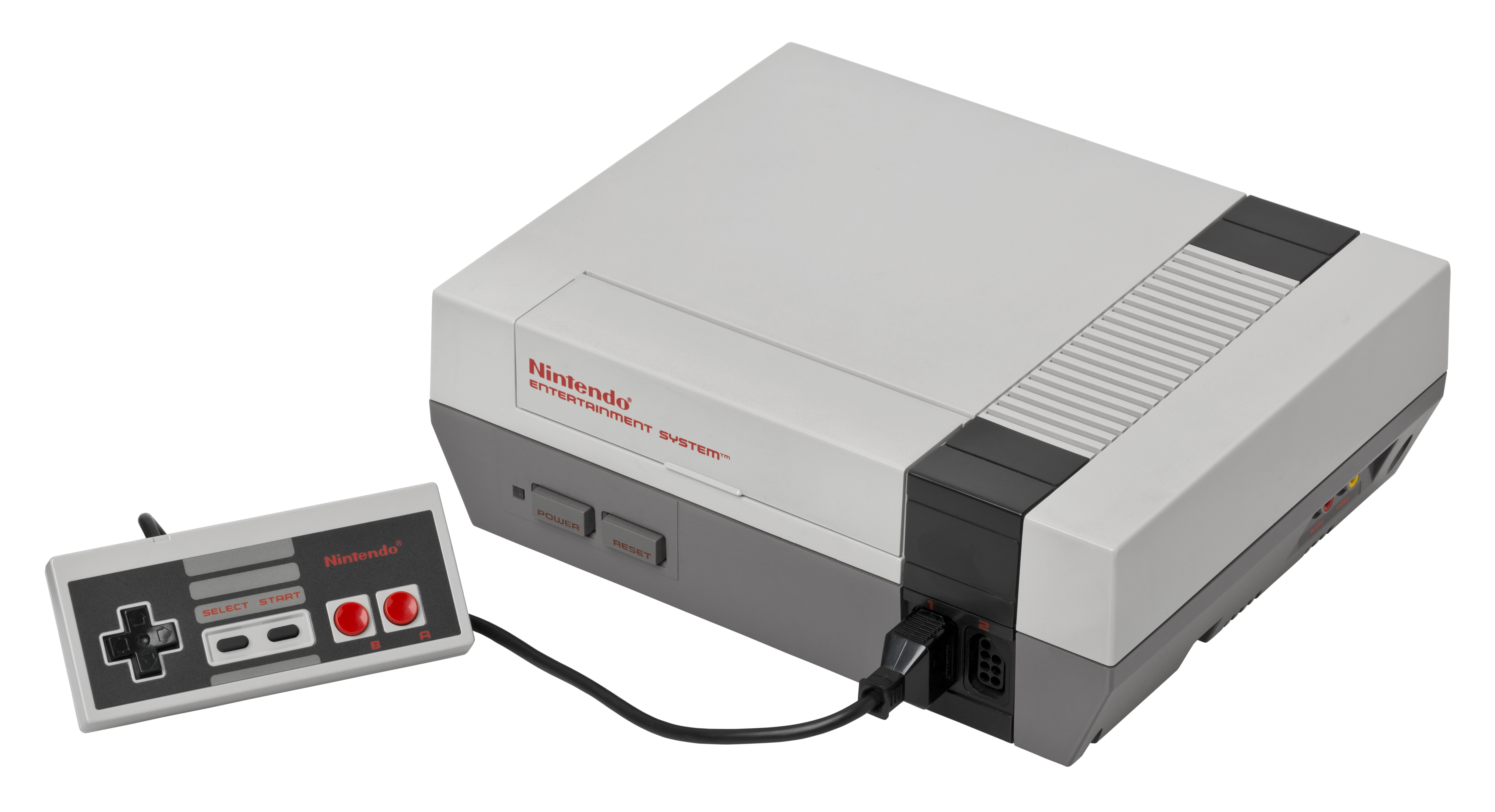
NES снова сделала видеоигры для домашних консолей популярными в Америке после краха 1983 года.

Консоли третьего поколения, которые часто называют «8-битным поколением», использовали 8-битные процессоры, которые позволяли использовать до пяти битов цвета (25 или 32 цвета), пять аудиоканалов и более продвинутые графические возможности, такие как спрайты и тайлы, против блочной графики второго поколения. Кроме того, в третьем поколении в результате краха 1983 года доминирование на рынке переместилось из Соединенных Штатов в Японию.
И Sega SG-1000, и Nintendo Famicom были выпущены почти одновременно в Японии в 1983 году. Famicom, после некоторых первоначальных технических отзывов, вскоре набрала обороты и к концу 1984 года стала самой продаваемой в Японии. К тому моменту Nintendo хотела привезти консоль в Северную Америку, но признала ошибки, вызванные сбоем видеоигр. Потребовалось несколько шагов, чтобы изменить дизайн консоли, чтобы она меньше походила на игровую консоль, и переименовать ее в «Nintendo Entertainment System» (NES) для Северной Америки, чтобы избежать клейма «видеоигры». Компания также хотела избежать потери издательского контроля, которая произошла как в Северной Америке, так и в Азии после выпуска Famicom, и создала систему блокировки, которая требовала, чтобы все игровые картриджи производились Nintendo и включали специальный чип. Если бы этого чипа не было, консоль не смогла бы запустить игру. Это также дало Nintendo прямой контроль над играми, публикуемыми для системы, отклоняя те, которые, по ее мнению, были слишком зрелыми. NES была запущена в Северной Америке в 1985 году и помогла оживить местный рынок видеоигр.
Sega попыталась составить конкуренцию NES, выпустив собственную Master System, выпущенную позже в 1985 году как в США, так и в Японии, но не получила поддержки. Точно так же попытки Atari конкурировать с NES через Atari 7800 в 1987 году не смогли лишить NES ее доминирующего положения. NES производилась до 2003 года, когда она была снята с производства вместе со своей преемницей Super Nintendo Entertainment System (SNES).
| Console                | Представлена | Представлена     | Представлена | Снята с производства | Продано копий |
| Console                | Япония       | Северная Америка | Европа       | Снята с производства | Продано копий |
| ---------------------- | ------------ | ---------------- | ------------ | -------------------- | ------------- |
| Famicom/NES            | 1983         | 1985             | 1986         | 2003                 | 61,910,000    |
| Mark III/Master System | 1985         | 1986             | 1987         | 1996                 | 13,000,000    |
| Atari 7800             | н/д          | 1986             | 1987         | 1992                 | 3,770,000     |
| Atari XEGS             | н/д          | 1987             | 1987         | 1992                 | 100,000       |

### Четвертое поколение (1987—2004 гг.)

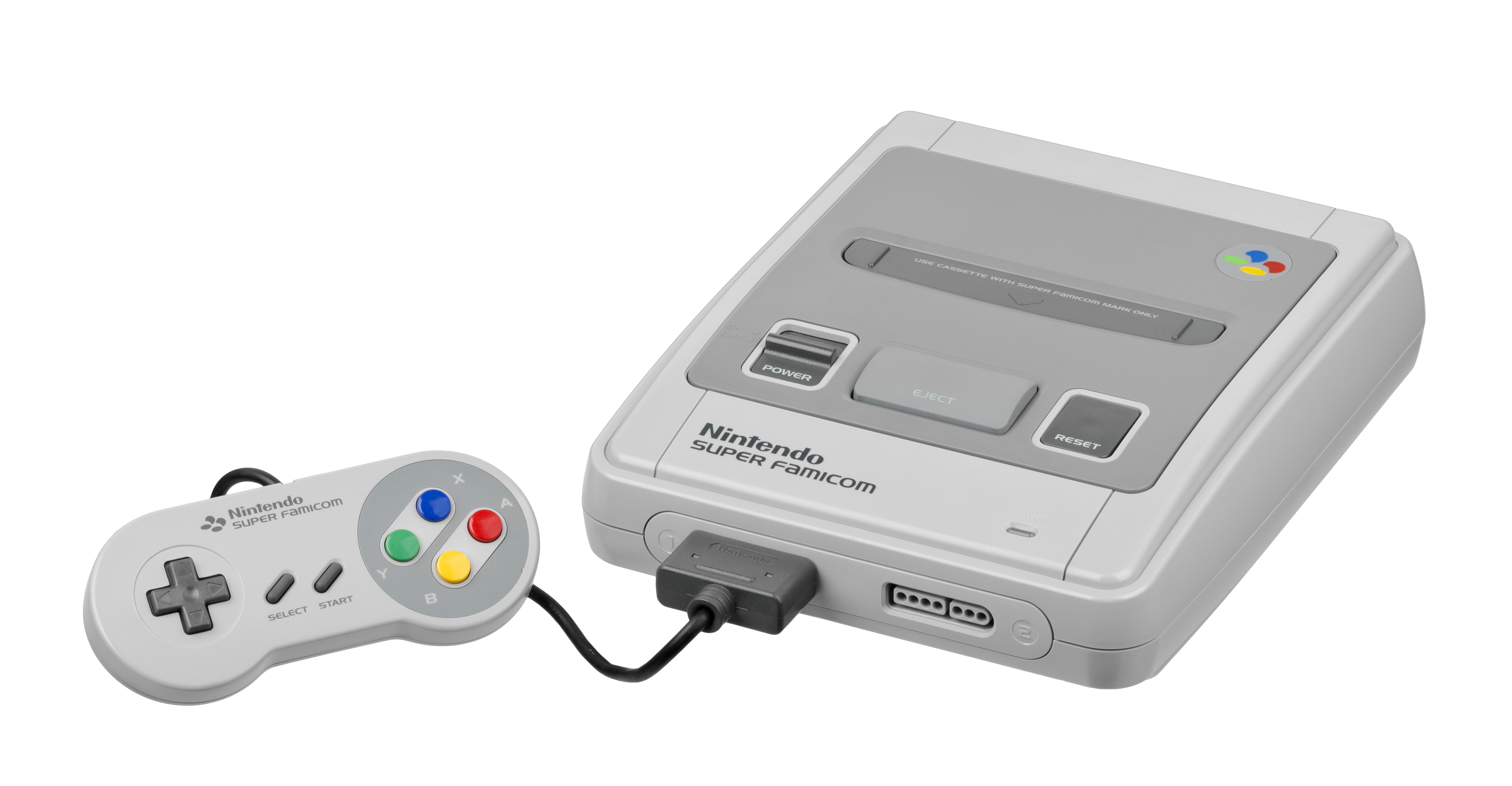
Nintendo Super Famicom

Четвертое поколение консолей, также известное как «16-битное поколение», представляет собой дальнейшее развитие основной технологии консолей с 16-битными процессорами, улучшая доступные графические и звуковые возможности игр.
NEC TurboGrafx-16 (или PC Engine, выпущенный в Японии), впервые выпущенный в 1987 году, считается первой консолью четвертого поколения, хотя у нее все еще был 8-битный процессор. 16-битный графический процессор консоли дал ей возможности, сравнимые с другими системами четвертого поколения, а маркетинг NEC продвигал консоль как продвижение по сравнению с NES как «16-битную» систему. И Sega, и Nintendo вошли в четвертое поколение с настоящими 16-битными системами — Sega Genesis 1988 года (MegaDrive в Японии) и Super Nintendo Entertainment System 1990 года (SNES, Super Famicom в Японии). SNK также приняла участие в соревновании с модифицированной версией своей аркадной системы Neo Geo MVS в Neo Geo, выпущенной в 1990 году, которая пыталась преодолеть разрыв между аркадными и домашними консолями за счет совместного использования обычных игровых картриджей и карт памяти.
Это поколение было примечательно так называемыми «консольными войнами» между Nintendo и Sega в первую очередь в Северной Америке. Sega, чтобы попытаться бросить вызов доминирующему положению Nintendo, создала персонажа-талисмана Ёжика Соника, который демонстрировал крутой характер, чтобы привлечь западную молодежь, в отличие от Марио от Nintendo, и объединила Genesis с одноименной игрой. Стратегия увенчалась успехом, и Sega стала доминирующим игроком в Северной Америке до середины 1990-х годов.

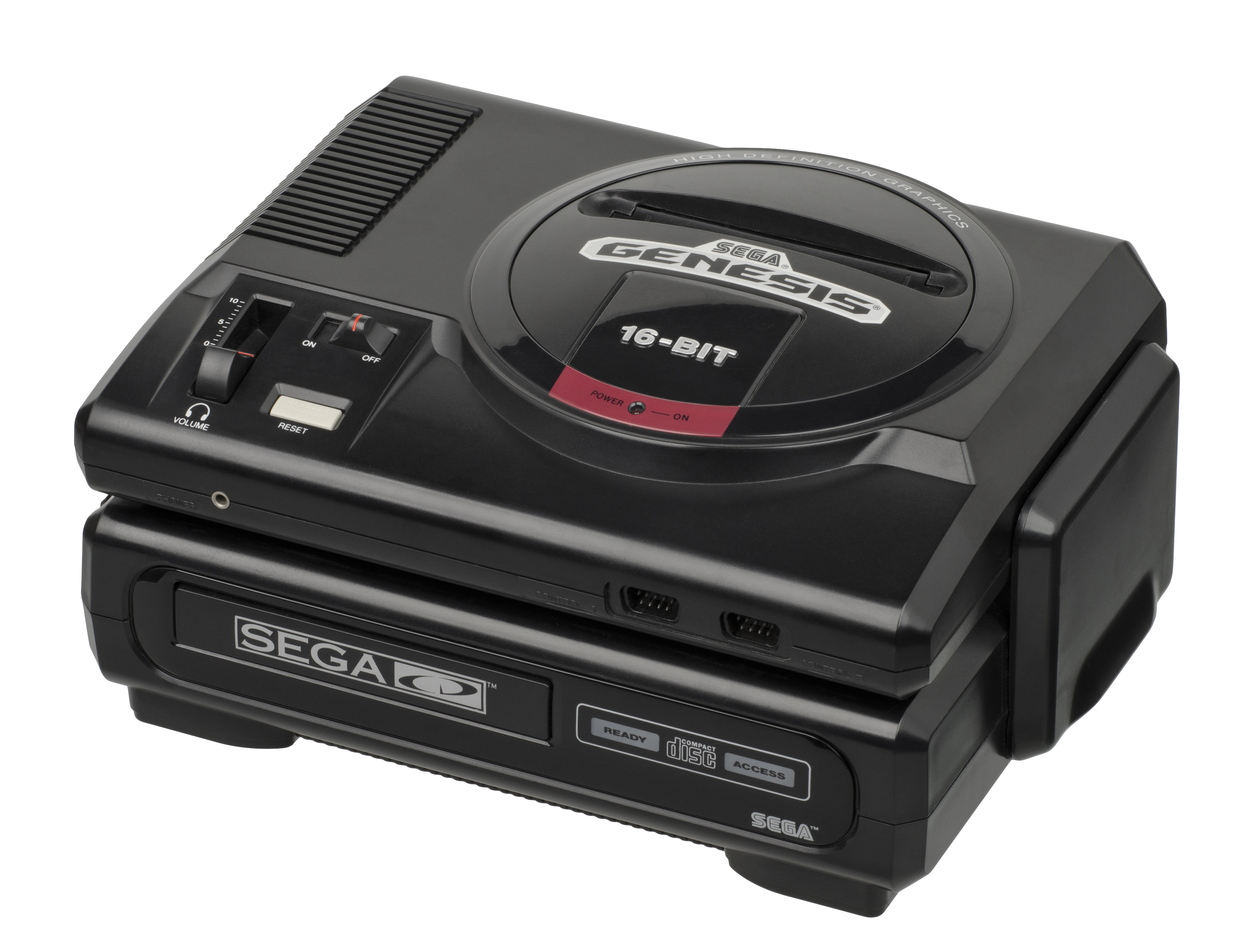
Надстройка Sega CD, установленная под Sega Genesis.

В этом поколении технологические затраты на использование оптических дисков в форме компакт-дисков снизились в достаточной степени, чтобы их можно было использовать для доставки компьютерного программного обеспечения, в том числе для видеоигр для персональных компьютеров. Компакт-диски предлагали больше места для хранения, чем игровые картриджи, и могли позволить использовать в играх полнометражное видео и другие подробные аудио-видео произведения. Производители консолей адаптировались, создав аппаратные надстройки для своих консолей, которые могли читать и воспроизводить CD-ROM, включая надстройку NEC TurboGrafx-CD (а также интегрированную систему TurboDuo) в 1988 году и надстройку Sega CD для Genesis в 1991 году и компакт-диск Neo Geo в 1994 году. Стоимость этих надстроек, как правило, была высокой, приближаясь к той же цене, что и сама консоль, а с появлением дисковых консолей пятого поколения, начиная с 1993 года, они отошли на второй план.
Первоначально Nintendo работала с Sony над разработкой аналогичного дополнения для SNES, Super NES CD-ROM, но незадолго до его появления деловые отношения между Nintendo и Sony разорвались, и Sony взялась за разработку PlayStation пятого поколения. Кроме того, Philips попыталась выйти на рынок со специальным форматом дисков CD-i, также выпущенным в 1990 году, который включал в себя другие способы использования CD-ROM помимо видеоигр, но консоль так и не получила распространения.
У четвертого поколения был длинный хвост, который пересекался с пятым поколением, а прекращение производства SNES в 2003 году ознаменовало конец поколения. Чтобы сохранить конкурентоспособность своей консоли с новыми консолями пятого поколения, Nintendo начала использовать сопроцессоры, встроенные в игровые картриджи, для расширения возможностей SNES. Это включало чип Super FX, который впервые был использован в игре Star Fox в 1993 году, которая обычно считается одной из первых игр, использующих 3D-рендеринг на основе полигонов в реальном времени на консолях.
| Консоль                 | Представлена | Представлена     | Представлена | Снята с производства | Продано копий |
| Консоль                 | Япония       | Северная Америка | Европа       | Снята с производства | Продано копий |
| ----------------------- | ------------ | ---------------- | ------------ | -------------------- | ------------- |
| PC Engine/TurboGrafx-16 | 1987         | 1989             | 1989         | 1994                 | 5,800,000     |
| Mega Drive/Genesis      | 1988         | 1989             | 1990         | 1997                 | 30,750,000    |
| Neo-Geo                 | 1990         | 1991             | 1994         | 1997                 | 980,000       |
| Super Famicom/Super NES | 1990         | 1991             | 1992         | 2003                 | 49,100,000    |
| Sega CD/Mega-CD         | 1991         | 1992             | 1993         | 1996                 | 2,240,000     |
| CD-i                    | 1992         | 1991             | 1992         | 1998                 | 1,000,000     |
| Neo Geo CD              | 1994         | 1996             | 1994         | 1997                 | 570,000       |

### Пятое поколение (1993—2006 гг.)

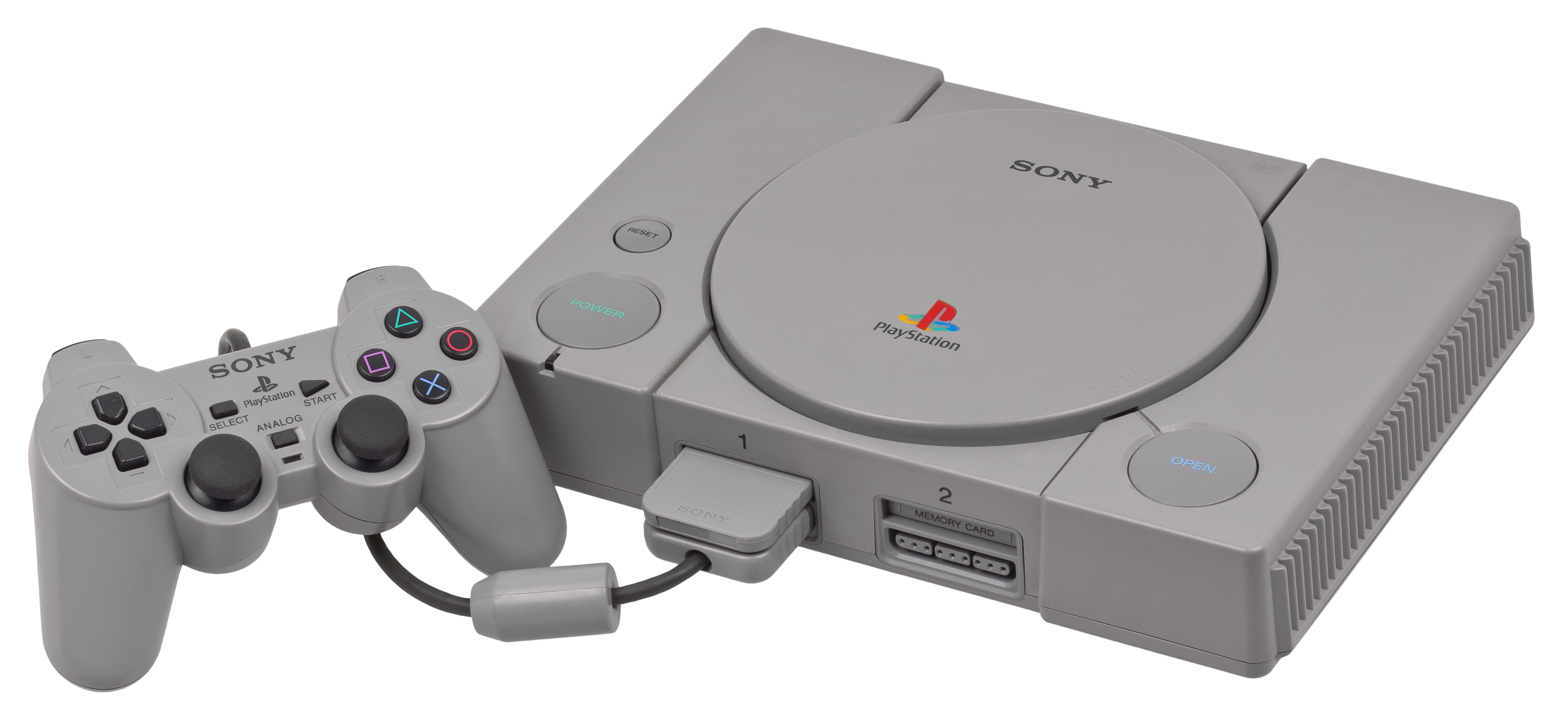
Sony PlayStation стала самой популярной системой консолей пятого поколения, в итоге было продано более 100 миллионов систем.

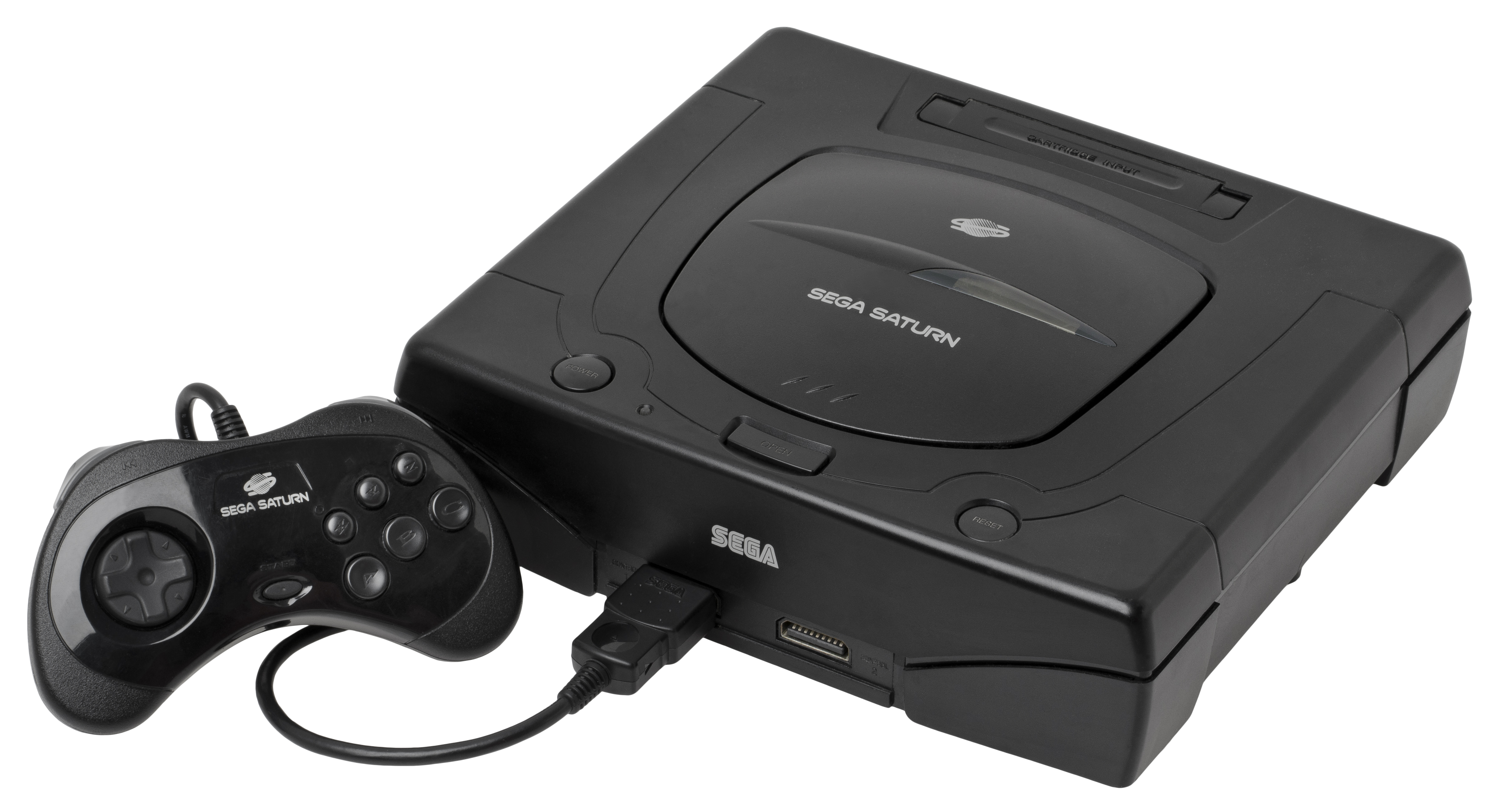
Консоль Sega Saturn для США с контроллером типа 2.

За это время домашние компьютеры приобрели большую известность как способ играть в видеоигры. Индустрия игровых консолей, тем не менее, продолжала процветать наряду с домашними компьютерами из-за преимуществ гораздо более низких цен, более легкой портативности, схем, специально предназначенных для видеоигр, возможности играть на телевизоре (чего ПК того времени не могли сделать в большинстве случаев) и интенсивную поддержку программного обеспечения от производителей, которые, по сути, полностью полагались на свои консоли.
Помимо перехода на 32-битные процессоры, в пятом поколении консолей большинство компаний, за исключением Nintendo, также перешли на специализированные форматы оптических носителей вместо игровых картриджей, учитывая их более низкую стоимость производства и большую емкость хранилища. Первоначальные консоли пятого поколения пытались извлечь выгоду из потенциальной мощи компакт-дисков, включая Amiga CD32, 3DO и Atari Jaguar в 1993 году. Однако в начале цикла эти системы были намного дороже существующих моделей четвертого поколения и имели гораздо меньшие игровые библиотеки. Кроме того, использование Nintendo сопроцессоров в поздних играх для SNES еще больше укрепило SNES как одну из самых продаваемых систем по сравнению с новыми системами пятого поколения.
В 1995 году были представлены две ключевые консоли пятого поколения: Sega Saturn и Sony PlayStation, которые бросили вызов продолжающемуся доминированию SNES. Хотя Saturn хорошо продавался, у него был ряд технических недостатков, но он зарекомендовал себя как Sega для ряда ключевых серий игр в будущем. PlayStation, помимо использования оптических носителей, также представила использование карт памяти для сохранения состояния игры. Хотя карты памяти использовались Neo Geo, чтобы игроки могли передавать игровую информацию между домашней и аркадной системами, подход PlayStation позволил играм иметь гораздо более длинный игровой процесс и элементы повествования, что привело к очень успешным ролевым играм, таким как Final Fantasy VII. К 1996 году PlayStation стала самой продаваемой консолью по сравнению со SNES.
Nintendo выпустила свою следующую консоль, Nintendo 64, в конце 1996 года. В отличие от других устройств пятого поколения, в нем по-прежнему использовались игровые картриджи, поскольку Nintendo считала, что преимущества картриджей во времени загрузки по сравнению с CD-ROM по-прежнему важны, а также их способность продолжать использовать механизмы блокировки для защиты авторских прав. Система также включала поддержку карт памяти, и Nintendo разработала обширную библиотеку собственных игр для игры, включая Super Mario 64 и The Legend of Zelda: Ocarina of Time, которые помогли увеличить продажи. Хотя продажи Nintendo 64 не соответствовали продажам PlayStation, Nintendo оставалась ключевым конкурентом на рынке домашних консолей наряду с Sony и Sega.
Как и при переходе от четвертого к пятому поколению, пятое поколение давно совпадает с шестым поколением консолей, при этом производство PlayStation продолжалось до 2005 года.
| Консоль        | Представлена | Представлена     | Представлена | Снята с производства | Продано копий |
| Консоль        | Япония       | Северная Америка | Европа       | Снята с производства | Продано копий |
| -------------- | ------------ | ---------------- | ------------ | -------------------- | ------------- |
| FM Towns Marty | 1993         | н/д              | н/д          | 1995                 | 45,000        |
| Amiga CD32     | н/д          | 1994             | 1993         | 1994                 | 100,000       |
| Atari Jaguar   | 1994         | 1993             | 1994         | 1996                 | 250,000       |
| 3DO            | 1994         | 1993             | 1994         | 1996                 | 2,000,000     |
| PC-FX          | 1994         | н/д              | н/д          | 1998                 | 400,000       |
| Sega 32X       | 1994         | 1994             | 1995         | 1996                 | 665,000       |
| Sega Saturn    | 1994         | 1995             | 1995         | 2000                 | 9,260,000     |
| PlayStation    | 1994         | 1995             | 1995         | 2005                 | 102,490,000   |
| Nintendo 64    | 1996         | 1996             | 1997         | 2002                 | 32,930,000    |
| Apple Pippin   | 1996         | 1996             | н/д          | 1997                 | 42,000        |

### Шестое поколение (1998—2013 гг.)

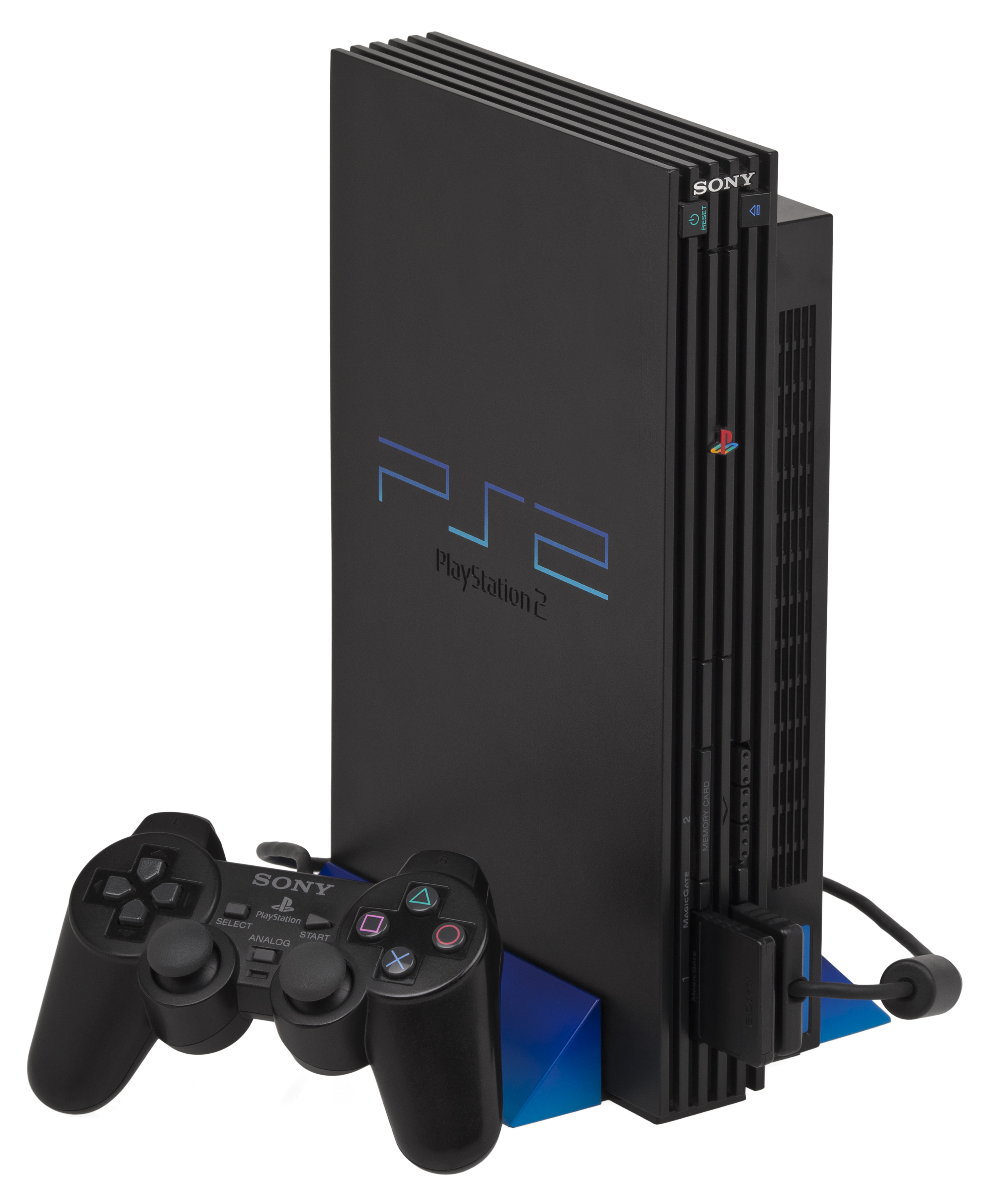
Sony PlayStation 2 продано более 155 миллионов единиц, что делает ее самой продаваемой игровой консолью в истории.

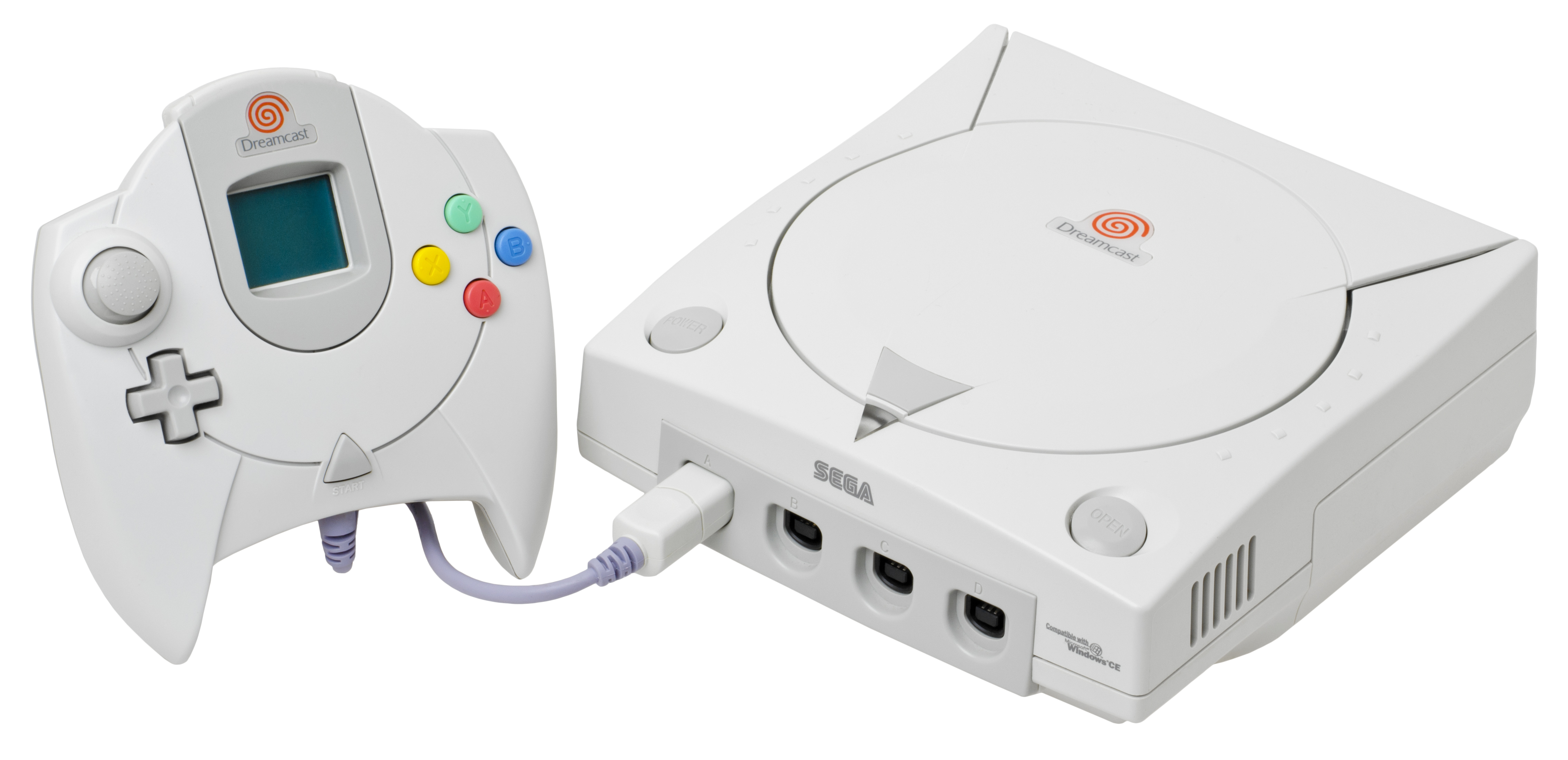
Dreamcast была последней системой, выпущенной Sega, которая теперь стала сторонним издателем программного обеспечения.

К шестому поколению консольные технологии начали догонять по производительности персональные компьютеры того времени, и использование битов в качестве их торгового преимущества отошло на второй план. Вместо этого производители консолей сосредоточились на сильных сторонах своих игровых библиотек в качестве маркетинга. В консолях шестого поколения произошло дальнейшее внедрение оптических носителей, расширение до формата DVD для еще большей емкости хранения данных, дополнительные внутренние решения для хранения данных, которые можно использовать в качестве карт памяти, а также добавление поддержки либо напрямую, либо через надстройки для подключения к Интернет для сетевой игры. Консоли начали двигаться к сближению функций других электронных устройств для гостиной и отходу от однофункциональных систем.
К этому моменту на рынке было всего три крупных игрока: Sega, Sony и Nintendo. Sega стала лидером благодаря Dreamcast, впервые выпущенному в Японии в 1998 году. Это была первая домашняя консоль с модемом, который позволял игрокам подключаться к сети Sega и играть в онлайн-игры. Однако Sega обнаружила несколько технических проблем, которые необходимо было решить до ее запуска на западе в 1999 году. Хотя ее западный выпуск был более успешным, чем в Японии, консоль вскоре уступила Sony PlayStation 2, выпущенной в 2000 году. PlayStation 2 была первой консолью, которая добавила поддержку воспроизведения DVD в дополнение к CD-ROM, а также сохранила обратную совместимость с играми из библиотеки PlayStation, что помогло привлечь потребителей, которые остались на PlayStation. В то время как другие консоли шестого поколения не предвидели этого шага, введение обратной совместимости в PlayStation 2 стало основным соображением при разработке будущих поколений. Наряду с обширной библиотекой игр PlayStation 2 было продано 155 миллионов единиц до того, как ее производство было прекращено в 2013 году и на 2020 год она остаётся самой продаваемой домашней консолью всех времён. Не имея возможности конкурировать с Sony, Sega прекратила выпуск Dreamcast в 2001 году и ушла с рынка оборудования, вместо этого сосредоточившись на свойствах своего программного обеспечения. Входом Nintendo в шестое поколение была GameCube в 2001 году, ее первая система, которая использовала оптические диски на основе формата miniDVD. Специальное приложение Game Boy Player позволяло GameCube использовать любые картриджи GameBoy, а также были доступны адаптеры, позволяющие консоли подключаться к Интернету через широкополосный доступ или модем.
В этот момент Microsoft также вышла на рынок консолей со своей первой системой Xbox, выпущенной в 2001 году. Microsoft сочла успех PlayStation 2 угрозой для персонального компьютера в гостиной и разработала Xbox, чтобы конкурировать с ней. Таким образом, Xbox был разработан на основе опыта Microsoft с персональными компьютерами, с использованием операционной системы, созданной на основе ее функций Microsoft Windows и DirectX, с использованием жесткого диска для сохранения игр, встроенных функций Ethernet и создания первой консоли, онлайн-сервис Xbox Live для поддержки многопользовательских игр.
| Консоль       | Представлена | Представлена     | Представлена | Снята с производства | Продано копий |
| Консоль       | Япония       | Северная Америка | Европа       | Снята с производства | Продано копий |
| ------------- | ------------ | ---------------- | ------------ | -------------------- | ------------- |
| Dreamcast     | 1998         | 1999             | 1999         | 2001                 | 9,130,000     |
| PlayStation 2 | 2000         | 2000             | 2000         | 2013                 | 155,000,000   |
| GameCube      | 2001         | 2001             | 2002         | 2007                 | 21,740,000    |
| Xbox          | 2002         | 2001             | 2002         | 2009                 | 24,000,000    |

### Седьмое поколение (2005—2017 гг.)

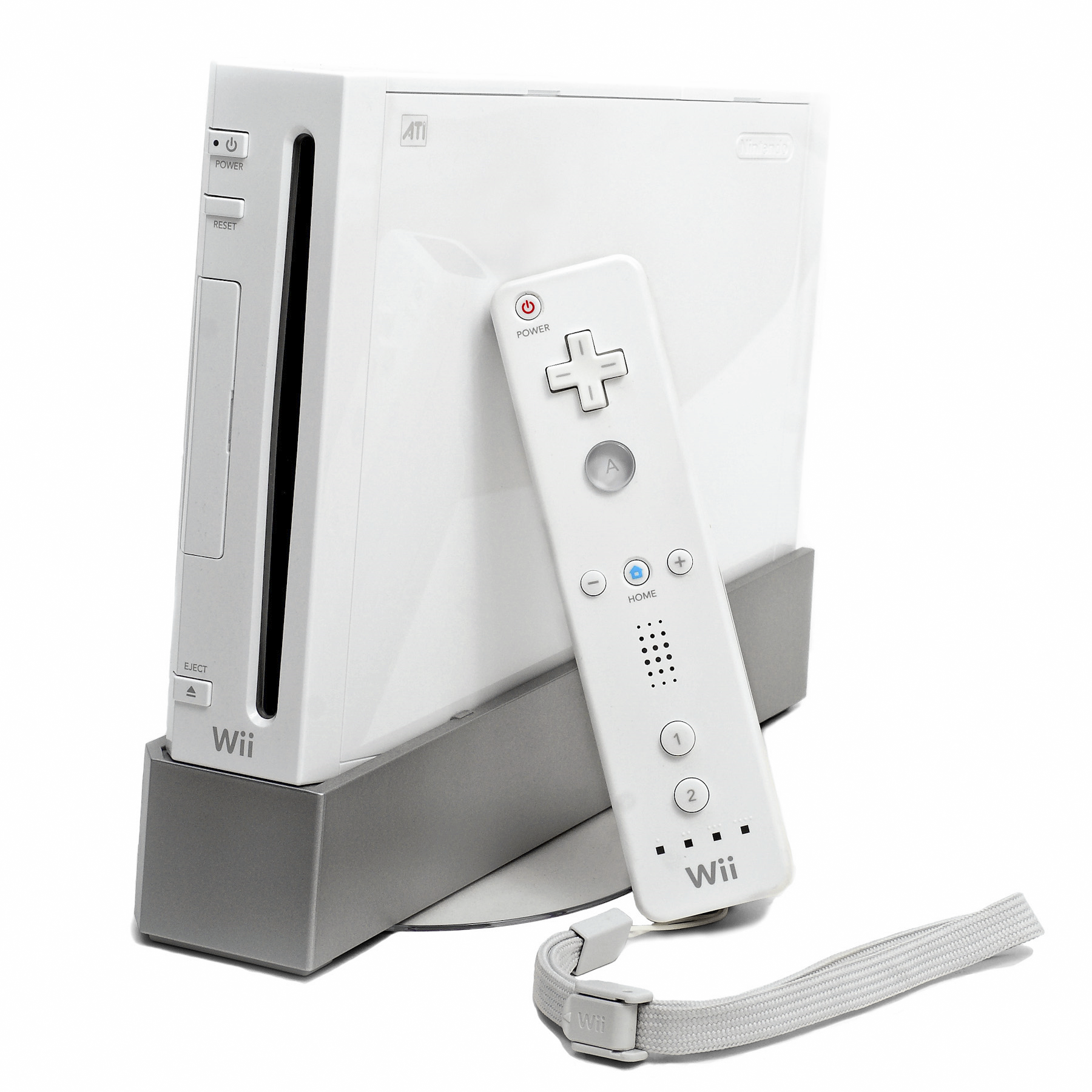
Wii — самая продаваемая домашняя игровая консоль седьмого поколения, продано более 101 миллиона устройств.

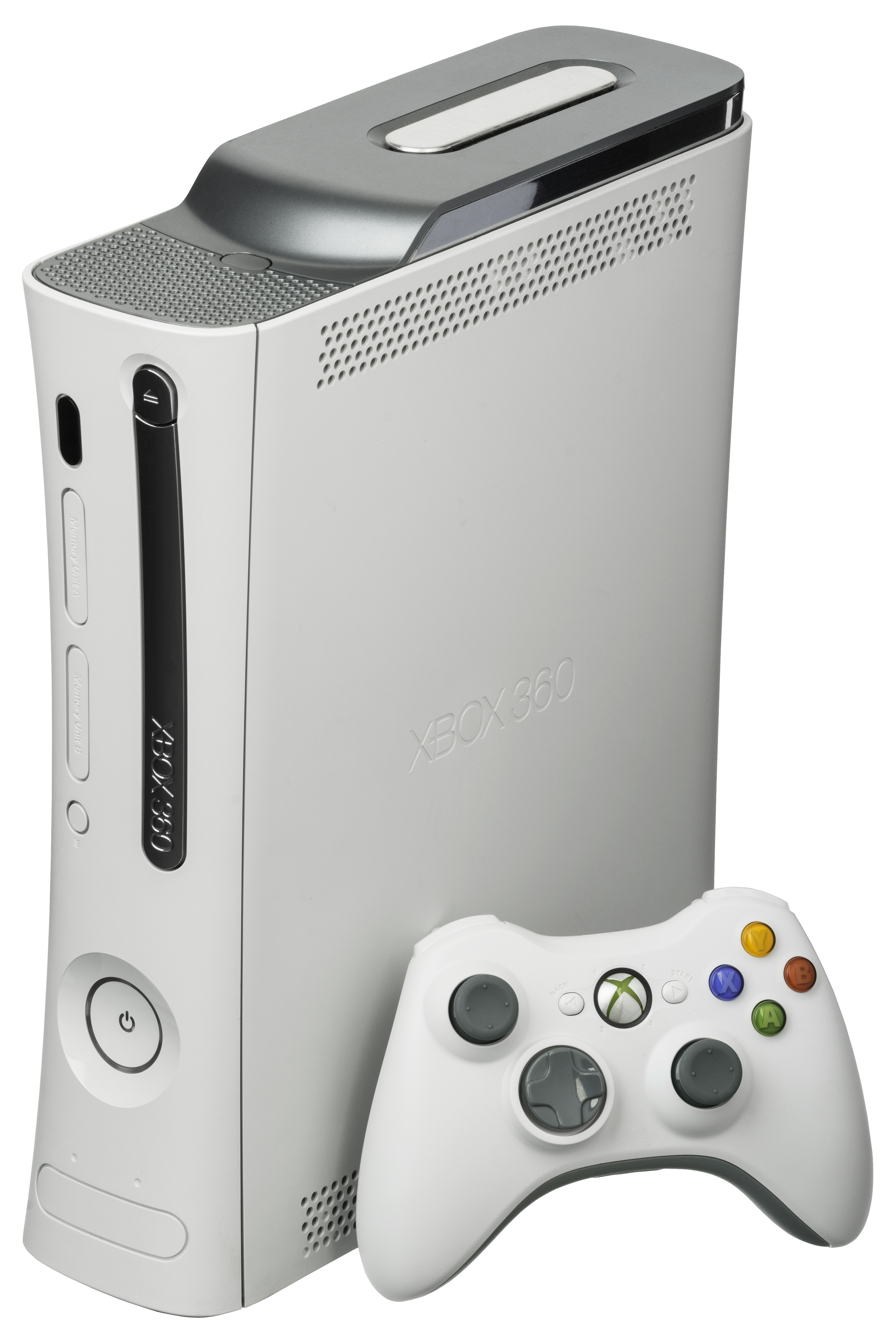
Xbox 360 седьмого поколения

К середине 2000-х игровые приставки стали важной частью глобальной ИТ-инфраструктуры. Было подсчитано, что в 2007 году на игровые приставки приходилось 25 % вычислительной мощности общего назначения в мире.
К седьмому поколению у Sony, Microsoft и Nintendo были разработаны консоли, предназначенные для взаимодействия с Интернетом, с добавлением сетевой поддержки для проводных и беспроводных подключений, онлайн-сервисов для поддержки многопользовательских игр, цифровых витрин для цифровых покупок игр и внутренних хранилище и поддержка внешнего хранилища на консоли для этих игр. Эти консоли также добавили поддержку разрешений цифрового телевидения через интерфейсы HDMI, но, поскольку поколение происходило в разгар войны форматов оптических дисков высокой четкости между Blu-ray и HD-DVD, стандарт для воспроизведения высокой четкости еще не был установлен. Еще одним нововведением стало использование контроллеров движения, либо встроенных в консоль, либо предлагаемых впоследствии в качестве надстройки.
Microsoft первой вошла в седьмое поколение с Xbox 360 в 2005 году. Xbox 360 претерпел несколько изменений оборудования за время своего существования, что стало стандартной практикой для Microsoft в будущем; эти версии предлагали различные функции, такие как внутренний жесткий диск большего размера или быстрый процессор по более высокой цене. При поставке Xbox 360 поддерживала DVD-диски, а Microsoft решила поддерживать формат HD-DVD с надстройкой для воспроизведения фильмов HD-DVD. Однако этот формат оказался устаревшим по сравнению с Blu-ray. Xbox 360 был обратно совместим примерно с половиной исходной библиотеки Xbox. На протяжении всего срока службы Xbox 360 страдала от постоянной аппаратной неисправности, известной как «Красное кольцо смерти» (RROD), и Microsoft потратила более 1 миллиарда долларов на устранение этой проблемы.
PlayStation 3 от Sony была выпущена в 2006 году. PlayStation 3 представляла собой переход внутреннего оборудования с пользовательского Emotion Engine от Sony на более стандартную систему на базе x86. Первоначальная PlayStation 3 поставлялась со специальной дочерней платой Emotion Engine, которая обеспечивала обратную совместимость с играми для PlayStation 2, но в более поздних версиях устройства это было удалено, оставив доступной программную эмуляцию для игр PlayStation. Sony сделала ставку на формат Blu-ray, который был включен с самого начала. С PlayStation 3 Sony представила PlayStation Network для своих онлайн-сервисов и магазина.
Nintendo представила Wii в 2006 году примерно в то же время, что и PlayStation 3. У Nintendo не было таких же производственных возможностей и отношений с основными поставщиками оборудования, как у Sony и Microsoft, и, чтобы конкурировать, они разошлись в подходе «функция за функцией» и вместо этого разработали Wii на основе нового использования управления движением в Wii Remote. Эта «стратегия голубого океана», выпускающая продукт, в котором не было конкурентов, считалась частью успеха подразделения и побудила Microsoft и Sony разработать свои собственные аксессуары для управления движением, чтобы конкурировать. Nintendo предоставляла различные онлайн-сервисы, к которым Wii также могла подключаться, включая виртуальную консоль, где игроки могли покупать эмулированные игры с прошлых консолей Nintendo, а также игры для Wii. Wii использовала DVD обычного размера в качестве игрового носителя, но также напрямую поддерживала диски GameCube. Wii в целом считалась неожиданной удачей, которую многие разработчики изначально упустили из виду. Основываясь на успехе контроллера Wii Remote, Microsoft и Sony выпустили аналогичные контроллеры обнаружения движения для своих консолей. Microsoft представила контроллер движения Kinect для Xbox 360, который служил и камерой, и микрофоном, и датчиком движения для множества игр. Sony выпустила PlayStation Move, систему, состоящую из камеры и портативных контроллеров с подсветкой, которая работала с ее PlayStation 3.
Седьмое поколение завершилось прекращением выпуска PlayStation 3 в 2017 году.
| Консоль       | Представлена | Представлена     | Представлена | Снята с производства | Продано копий |
| Консоль       | Япония       | Северная Америка | Европа       | Снята с производства | Продано копий |
| ------------- | ------------ | ---------------- | ------------ | -------------------- | ------------- |
| Xbox 360      | 2005         | 2005             | 2005         | 2016                 | 84,700,000    |
| PlayStation 3 | 2006         | 2006             | 2007         | 2017                 | 87,400,000    |
| Wii           | 2006         | 2006             | 2006         | 2017                 | 101,630,000   |

### Восьмое поколение (2012 — настоящее время)

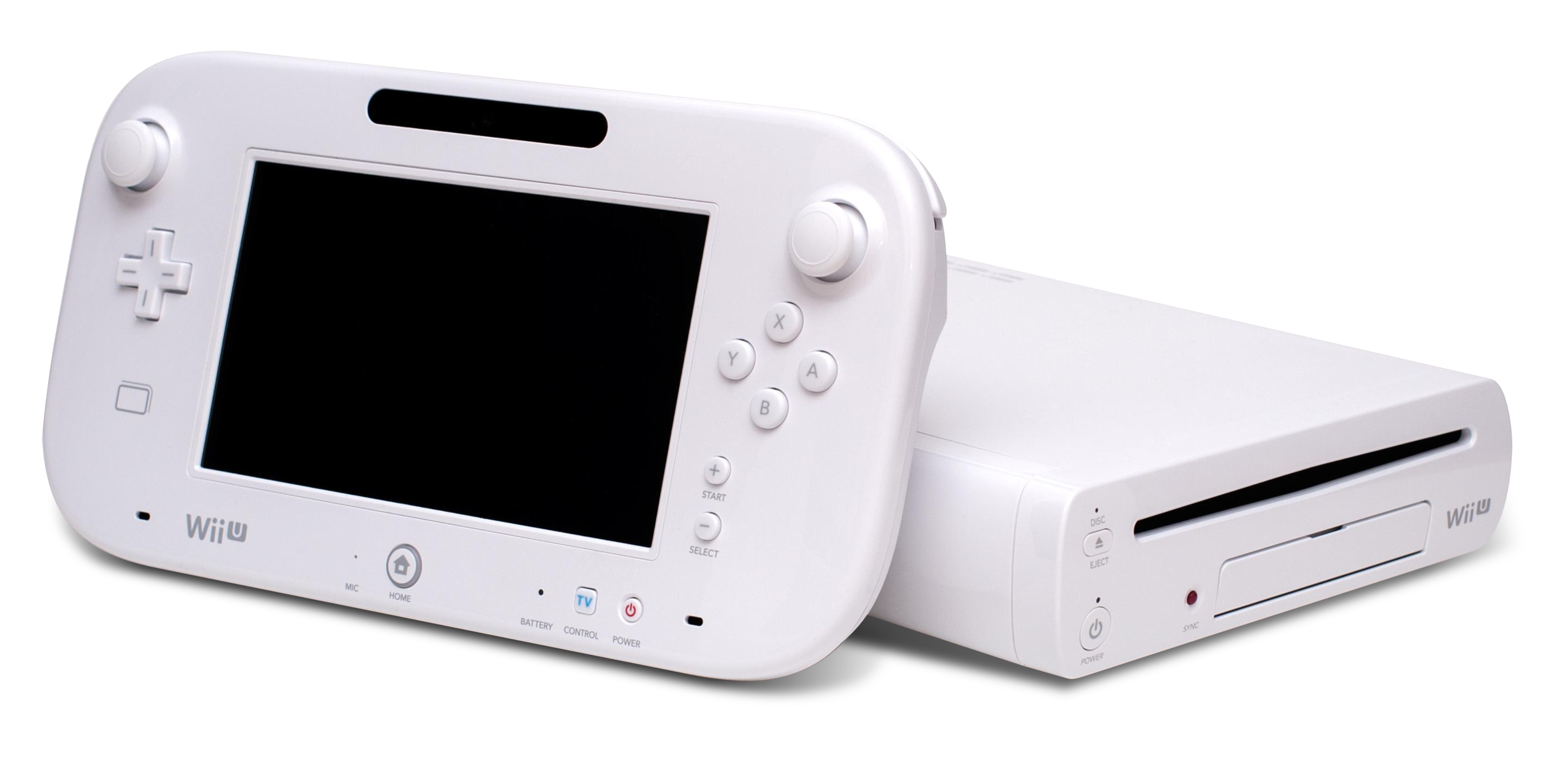
Wii U была самой продаваемой домашней консолью Nintendo: было продано около 13,56 миллионов единиц, прежде чем она была снята с производства, но некоторые из первых партийных игр Nintendo для этой системы были проданы примерно в половину установленной базы системы, что говорит о том, что у Nintendo очень преданная фанатская база

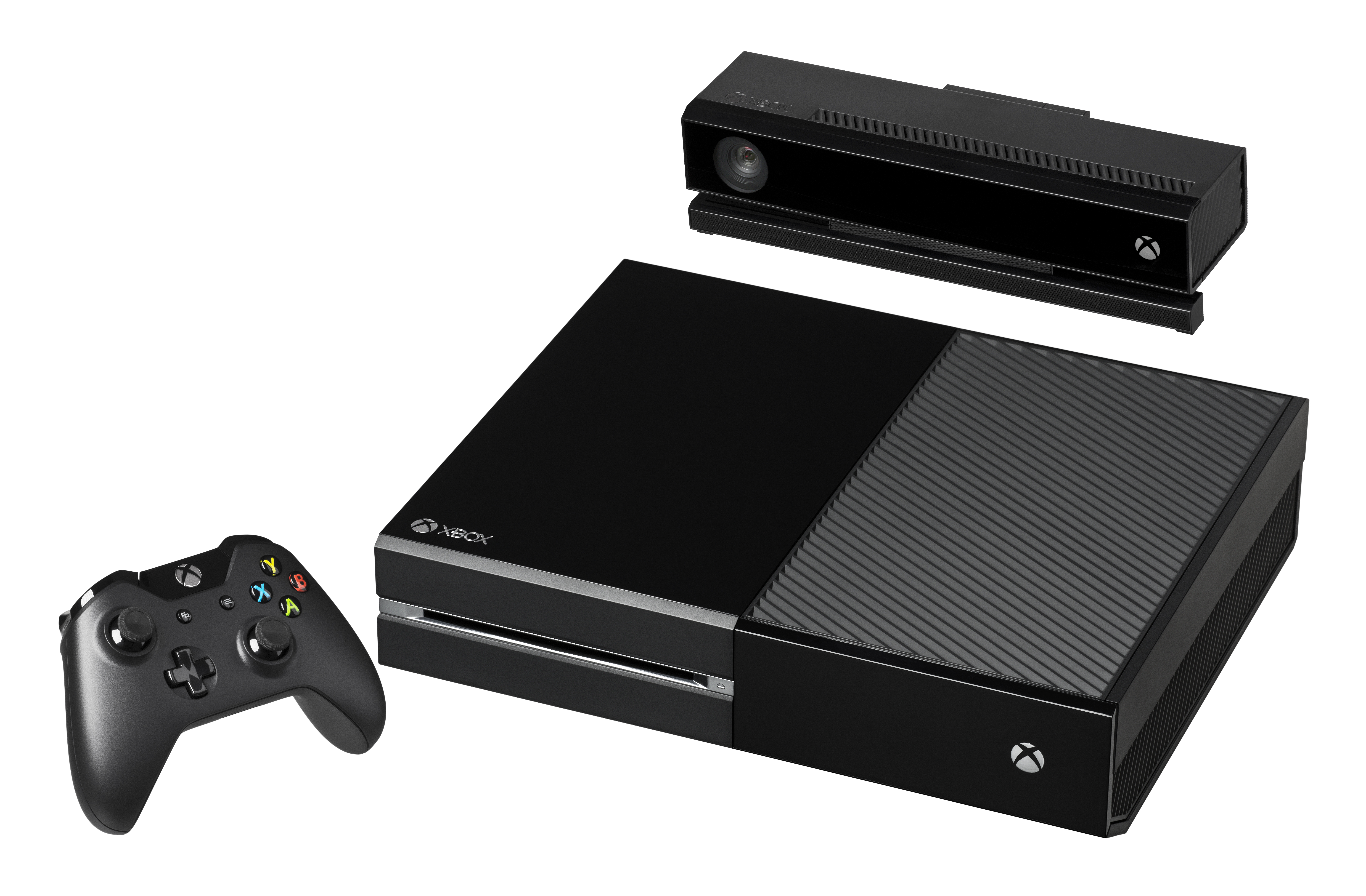
Оригинальный Xbox One, консоль Microsoft восьмого поколения, которая с тех пор была заменена двумя обновленными моделями, Xbox One S и Xbox One X.

Помимо обычных усовершенствований оборудования, консоли восьмого поколения ориентированы на дальнейшую интеграцию с другими носителями и расширение возможностей подключения. Аппаратные усовершенствования подтолкнули к более высокой частоте кадров при разрешении до 4k.
Wii U, представленная в 2012 году, рассматривалась Nintendo как преемница Wii, но ориентированная на более серьезных игроков. Консоль поддерживала обратную совместимость с Wii, включая элементы управления движением, и представила Wii U GamePad, гибрид планшета и контроллера, который действовал как второй экран. Компания Nintendo еще больше усовершенствовала свои сетевые предложения, разработав службу Nintendo Network, которая объединит витрины магазинов и службы подключения к Интернету. Wii U не продавалась так хорошо, как планировала Nintendo, поскольку они обнаружили, что люди ошибочно приняли GamePad за планшет, который они могли взять с собой от консоли, а консоль изо всех сил пыталась привлечь сторонних разработчиков, как это было с Wii.
И PlayStation 4, и Xbox One вышли в 2013 году. Оба были аналогичными улучшениями по сравнению с соответствующими консолями предыдущего поколения, обеспечивая большую вычислительную мощность для поддержки до 60 кадров в секунду при разрешении 1080p для некоторых игр. Каждое устройство также претерпело аналогичный набор изменений и переупаковок для разработки более дорогих и недорогих версий. В случае Xbox One первоначальный запуск консоли включал устройство Kinect, но это вызвало большие споры с точки зрения потенциальных нарушений конфиденциальности и отсутствия поддержки разработчиков, а после обновления среднего поколения Kinect был исключен и прекращен как игровое устройство.
Позднее в восьмом поколении Nintendo выпустила Nintendo Switch в 2017 году. Switch считается первой гибридной игровой консолью. Он использует специальную комбинацию CPU/GPU, которая может работать на разных тактовых частотах в зависимости от того, как она используется. Его можно поместить в специальную док-станцию, которая подключается к телевизору и постоянному источнику питания, что позволяет использовать более высокие тактовые частоты для воспроизведения с более высоким разрешением и частотой кадров и, таким образом, более сопоставимо с домашней консолью. В качестве альтернативы, его можно снять и использовать либо с подключенными контроллерами JoyCon в качестве портативного устройства, либо даже использовать как планшетную систему с помощью сенсорного экрана. В этих режимах CPU/GPU работают на более низких тактовых частотах для экономии заряда батареи, а графика не такая стабильная, как в версии с док-станцией. Через подписку Nintendo Switch Online был добавлен более широкий набор онлайн-сервисов, включая несколько бесплатных игр для NES и SNES, заменивших предыдущую систему Virtual Console. Switch был разработан для устранения многих аппаратных и маркетинговых ошибок, связанных с запуском Wii U, и стал одной из самых быстро продаваемых консолей компании после Wii.
| Консоль                                | Представлена | Представлена     | Представлена | Снята с производства | Продано копий                       |
| Консоль                                | Япония       | Северная Америка | Европа       | Снята с производства | Продано копий                       |
| -------------------------------------- | ------------ | ---------------- | ------------ | -------------------- | ----------------------------------- |
| Wii U                                  | 2012         | 2012             | 2012         | 2017                 | 13,560,000                          |
| Nintendo Switch                        | 2017         | 2017             | 2017         | Active               | 111,080,000<1> (на 31 декабря 2021) |
| PlayStation 4                          | 2014         | 2013             | 2013         | Active               | 116,900,000 (на 31 декабря 2021)    |
| Xbox One                               | 2014         | 2013             | 2013         | 2020                 | 51,000,000                          |
| 1 — Общие продажи Switch и Switch Lite |              |                  |              |                      |                                     |

### Девятое поколение (2020 — настоящее время)
И Microsoft, и Sony выпустили преемников своих домашних консолей в ноябре 2020 года. Оба семейства консолей нацелены на телевизоры с разрешением 4k и 8k с высокой частотой кадров, поддержкой рендеринга с трассировкой лучей в реальном времени и использованием высокопроизводительных твердотельных накопителей (SSD) в качестве внутренней высокоскоростной памяти, чтобы значительно ускорить доставку игрового контента, чем при чтении с оптического диска или стандартных жестких дисков, что может сократить время загрузки и сделать игры с открытым миром плавными.
Microsoft выпустила Xbox Series X и Series S четвертого поколения 10 ноября 2020 года. Базовая производительность Series X составляет 60 кадров в секунду при разрешении 4k, что в четыре раза превышает мощность Xbox One X. Одной из целей Microsoft с обоими устройствами было обеспечение обратной совместимости со всеми играми, поддерживаемыми Xbox One, включая те оригинальные игры для Xbox и Xbox 360, которые обратно совместимы с Xbox One, что позволяет Xbox Series X и Series S поддерживать четыре поколения игр.
PlayStation 5 от Sony была выпущена 12 ноября 2020 года, а также имеет аналогичный прирост производительности по сравнению с PlayStation 4. PlayStation 5 использует специальное решение SSD с гораздо более высокой скоростью ввода/вывода, сравнимой со скоростью чипа RAM, что значительно повышает скорость рендеринга и потоковой передачи данных. Архитектура чипа сопоставима с PlayStation 4, что обеспечивает обратную совместимость с большей частью библиотеки PlayStation 4, в то время как для некоторых игр потребуется настройка синхронизации чипа, чтобы сделать их совместимыми.
| Console         | Представлена | Представлена     | Представлена | Снята с производства | Продано копий                   |
| Console         | Япония       | Северная Америка | Европа       | Снята с производства | Продано копий                   |
| --------------- | ------------ | ---------------- | ------------ | -------------------- | ------------------------------- |
| PlayStation 5   | 2020         | 2020             | 2020         | Active               | 17,300,000 (на 31 декабря 2021) |
| Xbox Series X/S | 2020         | 2020             | 2020         | Active               | 12,000,000 (на 31 декабря 2021) |

## Сравнение продаж
Ниже приведена хронология каждого поколения с тремя лучшими домашними видеоконсолями каждого поколения на основе мировых продаж. Полный список домашних видеоконсолей, выпущенных в каждом поколении, см. в соответствующей статье для каждого поколения.
| # | Текущий          | Консоль текущего поколения производится и продается на рынке.                                                           |
| † | Первое место     | Домашняя консоль с самыми высокими продажами своего поколения.                                                          |
| ‡ | Второе место     | Домашняя консоль со вторым по величине продаж в своем поколении.                                                        |
| ◁ | Третье место     | Домашняя консоль занимает третье место по продажам в своем поколении.                                                   |
|   | Оставшиеся места | Производитель выпустил домашнюю консоль, но она не вошла в тройку самых продаваемых домашних консолей своего поколения. |
|   | Не выходила      | Производитель не выпускал домашнюю консоль.                                                                             |

| Производитель                             | Generation                         | Generation                   | Generation                      | Generation                     | Generation                     | Generation                     | Generation                      | Generation                           | Generation                            | Ref(s)      |
| Производитель                             | First (1972—1980)                  | Second (1976—1992)           | Third (1983—2003)               | Fourth (1987—2004)             | Fifth (1993—2006)              | Sixth (1998—2013)              | Seventh (2005—2017)             | Eighth (2012-present)                | Ninth (2020-present)                  | Ref(s)      |
| ----------------------------------------- | ---------------------------------- | ---------------------------- | ------------------------------- | ------------------------------ | ------------------------------ | ------------------------------ | ------------------------------- | ------------------------------------ | ------------------------------------- | ----------- |
| Atari                                     | Home Pong (150,000)                | Atari 2600 † (30 million)    | Atari 7800 ◁ (1 million)        |                                | Atari Jaguar (250,000)         |                                |                                 |                                      |                                       | [ note 3 ]  |
| Coleco                                    | Telstar (1 million)                | ColecoVision ◁ (2+ million)  |                                 |                                |                                |                                |                                 |                                      |                                       | [ note 4 ]  |
| Nintendo                                  | Color TV-Game series (1.5 million) |                              | NES † (61.91 million)           | Super NES † (49.1 million)     | Nintendo 64 ‡ (32.93 million)  | GameCube ◁ (21.74 million)     | Wii † (101.63 million)          | Nintendo Switch ‡ # (111.08 million) |                                       | [ note 6 ]  |
| MagnavoxШаблон:Zero width joiner/ Philips | Odyssey (330,000)                  | Odyssey² (2 million)         | Videopac + G7400 (N/A)          | CD-i (570,000)                 |                                |                                |                                 |                                      |                                       | [ note 7 ]  |
| Mattel Electronics                        |                                    | Intellivision ‡ (3+ million) |                                 |                                |                                |                                |                                 |                                      |                                       | [ note 8 ]  |
| Sega                                      |                                    |                              | Master System ‡ (10-13 million) | Sega Genesis ‡ (33.75 million) | Sega Saturn ◁ (9.26 million)   | Dreamcast (9.13 million)       |                                 |                                      |                                       | [ note 10 ] |
| NEC                                       |                                    |                              |                                 | TurboGrafx-16 ◁ (10 million)   | PC-FX (100,000)                |                                |                                 |                                      |                                       | [ note 11 ] |
| Sony                                      |                                    |                              |                                 |                                | PlayStation † (102.49 million) | PlayStation 2 † (>155 million) | PlayStation 3 ‡ (>87.4 million) | PlayStation 4 † # (116.6 million)    | PlayStation 5 † # (17.3 million)      | [ note 12 ] |
| Microsoft                                 |                                    |                              |                                 |                                |                                | Xbox ‡ (>24 million)           | Xbox 360 ◁ (>84 million)        | Xbox One ◁ # ( 46.9 million)         | Xbox Series X/S ‡ # (est. 12 million) | [ note 13 ] |

## Заметки
1. ↑  The Atari 2600 sold 30 million units during its life-cycle. Atari also released a second home console during the second generation known as the Atari 5200 which sold 1 million units.
2. ↑  The Atari 7800 sold 1 million units. Atari also released the Atari XEGS during the third generation which sold 100,000 units.
3. ↑  Home Pong sold 150,000 units[91][92]. Atari 2600 sold 30 million[93], Atari 5200 and Atari 7800 sold 1 million units each[94][95] Atari XEGS sold 100,000 units[96], and the Atari Jaguar sold 250,000 units.[97]
4. ↑  
  - Telestar: Coleco launched Telstar in 1976 and sold a million. Production and delivery issues, and dedicated consoles being replaced by electronic handheld games dramatically reduced sales in 1977. Over a million Telstars were scrapped in 1978, and it cost Coleco $22.3 million that year[98]—almost bankrupting the company[99].
  - ColecoVision:The ColecoVision reached 2 million units sold by the spring of 1984. Console quarterly sales dramatically decreased at this time, but it continued to sell modestly[98][100] with most inventory gone by October 1985[101].
5. ↑  As of October 2020 the Nintendo Switch has sold 61.44 million units[102]. Nintendo also released the Wii U during the eighth generation which sold 13.56 million units during its lifecycle[102].
6. ↑  Color TV-Game series sold 3 million units[28]. NES, Super NES, Nintendo 64, GameCube and Wii sales figures[103]. Wii U and Switch sales figures[102].
7. ↑   Magnavox Odyssey[104], Magnavox Odyssey²[105] Philips CD-i[106]
8. ↑  Intellivision sold 3 million units[107].
9. ↑  The Sega Master System sold 10–13 million units. Sega also released the SG-1000 during the third generation which sold 160,000 units.
10. ↑  
  - Master System: 10–13 million, not including recent Brazil sales figures[108][109]. Screen Digest wrote in a 1995 publication that the Master System's active installed user base in Western Europe peaked at 6.25 million in 1993. Those countries that peaked are France at 1.6 million, Germany at 700 thousand, the Netherlands at 200 thousand, Spain at 550 thousand, the United Kingdom at 1.35 million, and other Western European countries at 1.4 million. However, Belgium peaked in 1991 with 600 thousand, and Italy in 1992 with 400 thousand. Thus it is estimated approximately 6.8 million units were purchased in this part of Europe[110]. 1 million were sold in Japan as of 1986[111]. 2 million were sold in the United States[112]. 8 million were sold by Tectoy in Brazil as of 2016[113].
  - Sega Genesis: 30.75 million sold by Sega worldwide as of March 1996[114][115], not including third-party sales. In addition, Tec Toy sold 3 million in Brazil[116][117], and Majesco Entertainment projected it would sell 1.5 million in the United States[118].
  - Sega Saturn: 9.26 million units sold[115].
  - Dreamcast: 9.13 million units sold[115][119][120][121].
11. ↑  The TurboGrafx-16 was designed by Hudson and manufactured and marketed by NEC[122]. The TurboGrafx-16 managed to sell 10 million units[123]. The PC-FX sold less than 100,000 after a year on sale[124].
12. ↑  PlayStation: Sony corporate data reports 102.49 million units sold as of March 31, 2007[125]. Sony stopped divulging individual platform sales starting with 2012 fiscal reports[126][127], and continues to sporadically[128]. PlayStation 2: 155 million units sold as of March 31, 2012[129]. It was discontinued worldwide on January 4, 2013[130]. PlayStation 3: Sony corporate data reports 87.4 million sold as of March 31, 2017[129]. PS3 shipments to Japanese retailers, the last country Sony was selling units to, ceased by May[131]. PlayStation 4: Sony corporate data reports 114.9 million units sold as of December 31, 2020[129]. PlayStation 5: Sony corporate data reports 4.5 million units sold as of December 31, 2020[129].
13. ↑  Xbox: More than 24 million units sold as of May 10, 2006[132].
Xbox 360: Sold 84 million as of June 2014[133]. Production ended in 2016[134].
Xbox One: Microsoft CEO Satya Nadella unveiled at a December 3, 2014, shareholder presentation that 10 million units were sold[135]. Microsoft announced in October 2015 that individual platform sales in their fiscal reports will no longer be disclosed. 
The company shifted focus to the amount of active users on Xbox Live as its "primary metric of success"[136]. International Data Corporation estimated 46.9 million sold worldwide through the second quarter of 2019[137].
Xbox Series X/S: Ampere Anylytics estimated about 2.8 million units sold as of the end of 2020[138].